# 米格-29戰鬥機
米格-29（俄语：Микоян МиГ-29）為蘇聯時期米高揚-古列維奇飛機設計局於1970年代研發的雙發中型前線戰鬥機，自1982年起進入蘇軍服役，與同時期開發之戰機苏-27形成高低搭配。北約組織給予的綽號是「支點」（Fulcrum）。

## 發展

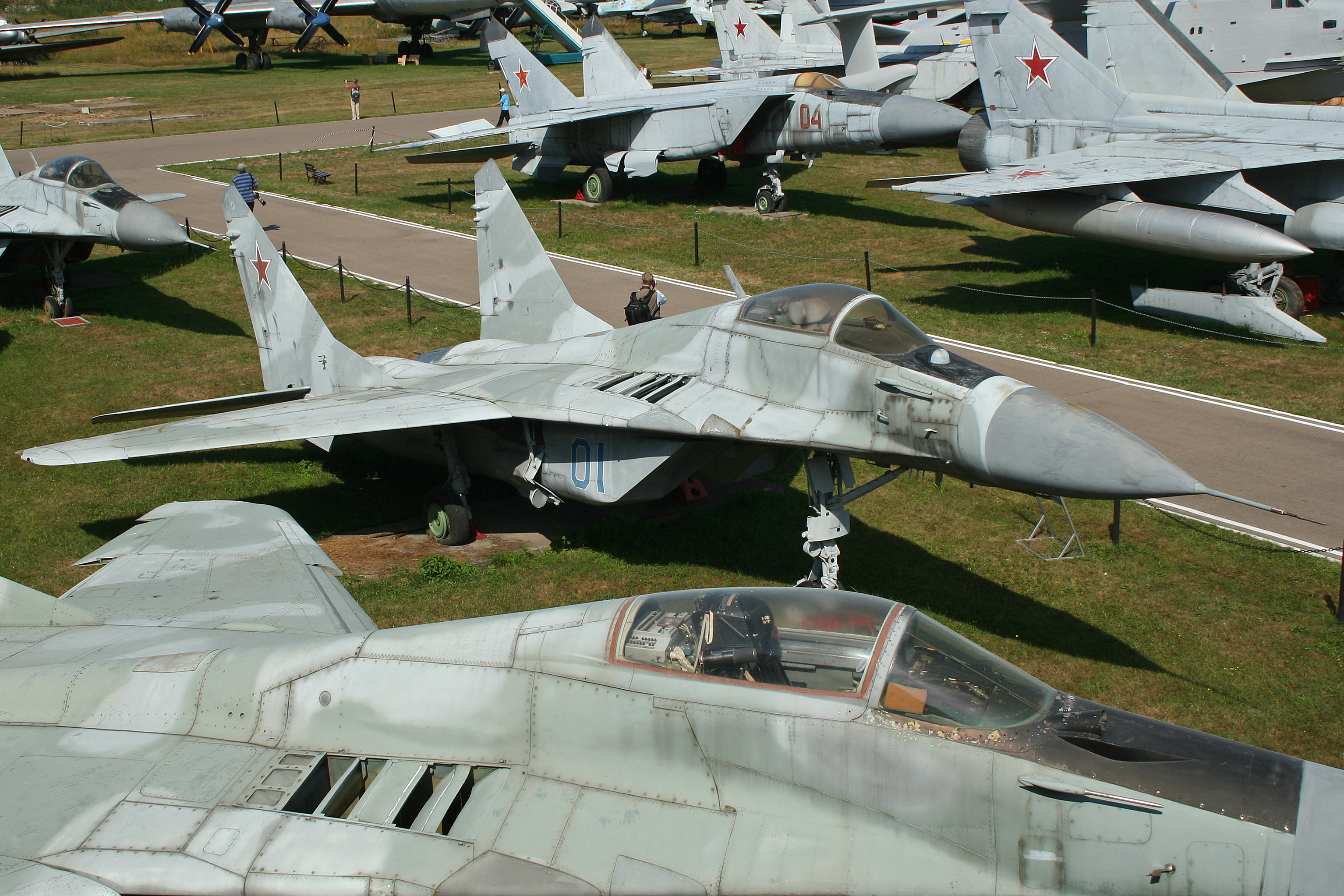
米格-29的首架原型機（Prototype）「藍色-01」，現存於俄羅斯莫斯科以東40公里的莫尼諾機場 中央空軍博物館內。

和苏-27一样，米格-29的历史始于1969年，苏联获知美国空军正在进行“FX”计划（即最终形成F-15的计划）时。苏联领导人意识到，新的美军飞机将会对苏联现有的所有战斗机都形成巨大的技术优势。米格-21算是當時机动性很高的飞机，然而在航程，武裝與升級潛能上有相當多的缺點。以對抗美國F-4為研發重點的米格-23飛行速度較高，也有較多的攜帶燃料與裝備的空間，可是欠缺纏鬥中需要的運動性。蘇聯欠缺的是一款在各方面性能都相當均衡的戰鬥機，具有優異的運動性和高性能的航電系統。對此，俄國參謀本部發出“先進戰術戰鬥機”（Перспективний Фронтовой Истребитель，ПФИ）的需求案，其中諸項性能要求相當高，包括高航程，優異的短場起降能力（包括使用簡易機場的能力），高敏捷性，超過兩馬赫極速和重武裝。新飛機的空氣動力設計交由蘇聯空氣動力研究所（TsAGI）負責，成果與蘇霍伊飛機公司一同分享。
然而，蘇聯認為先進戰術戰鬥機的價格會太昂貴，生產數量將無法滿足需求，於是在1971年將這個計畫拆成兩種，即重型先進戰術戰鬥機（Тяжелый Перспективний Фронтовой Истребитель, TПФИ）和輕型先進戰術戰鬥機（Легкый Перспективний Фронтовой Истребитель, ЛПФИ）。在同時期，美國空軍也進行類似的規劃，推出輕型戰鬥機（Lightweight Fighter）的計畫和F-16戰隼以及YF-17。重型戰機的計畫依舊由蘇霍伊負責，輕型戰機的計畫則交由米高揚飛機設計局，苏-27側衛即是前者的成果。後者在1974年提出9號（Product 9）計畫案，也就是米格-29A，並在1977年10月6日首飛。美國偵查衛星在同年11月發現原型機，由於原型機是在拉明斯基鎮附近進的朱科夫斯基（Жуковский）試飛場被發現，於是給予白羊座-L（Ram-L）的代號。早期西方推測白羊座-L的外型類似YF-17，並配備具有後燃器的R-25渦輪噴射發動機。
儘管兩架原型機的墜毀造成了計畫延遲，1983年，米格-29B量產機仍然在庫賓卡基地開始了操作評估。該項評估於隔年完成，並於同年開始交機。由於北約未能知悉其預量產型米格-29A的存在，故該機被北約命名為"支點A"。降級改裝後的米格-29B被以"米格-29B 9-12A"的型號大量出口給華約國家（出口非華約國家者則編號為"米格-29B 9-12B"）。這些飛機，一共生產了840架，相較於蘇聯版本米格-29B，它們的功能多有降低且不具備核武投射能力。1986年7月，蘇聯以一隊米格-29訪問芬蘭。直到這時，米格-29才正式公諸於西方大眾。1988年9月，蘇聯曾以兩架米格-29參加英國法茵堡航空展。一總說來，西方觀察家對其機動性能印象深刻，但發動機排煙過於明顯則是其重大缺點。
米格-29的海外用戶包括了阿爾及利亞、孟加拉、保加利亞、查德、古巴、捷克、厄立特里亞、埃及、德國、匈牙利、印度、伊朗、伊拉克、馬來西亞、蒙古、緬甸、朝鮮、祕魯、波蘭、羅馬尼亞、塞爾維亞、斯洛伐克、蘇丹、敘利亞與葉門。另外，蘇聯解體時，前加盟共和國亞賽拜然、白俄羅斯、哈薩克、摩爾多瓦、土庫曼、烏克蘭、烏茲別克亦自前蘇聯空軍分得了大批數量。這些飛機狀況不一，其中許多至今仍在其新用戶的手中服役。
蘇聯精確的區分各種版本的米格-29，即使只有電子設備的改良，然而米高楊推出的多種米格-29，例如艦載機機種米格-29K，都不曾進入量產階段。在前蘇聯時期，由於米高楊設計局相對於競爭對手蘇霍伊，明顯的缺乏政治影響力，造成在開發米格-29過程中，遭遇了許多挫折。許多更先進的型號仍在爭取出口許可，而升級蘇聯舊型的米格-29訂單也還在爭取中。新型機種如米格-29SMT和米格-29M1/M2的開發也才起步。艦載機種米格-29K的發展因為印度海軍航空母艦維克拉姆帝亞號（前蘇聯海軍戈尔什科夫海军上将号航空母舰）的需求得以恢復。原本米格-29K是設計供給库兹涅佐夫号航空母舰使用，但後來卻使用較大型的苏-33。
雖然非正式的名稱十分普及，但蘇聯官方一如其他的军用飞机一样，並沒有給予米格-29一個正式的名稱。北約称米格为支點。2012年2月俄國防部與“米格”飛機制造公司簽訂合同，采購24架米格-29K/КУБ型艦載機。這是俄羅斯本身采購米格-29的最新訂單。據估計，國防部采購的這批飛機將用於“庫茲涅佐夫”號航母。新的艦載米格-29К/КУБ將逐步替代老化的蘇-33戰鬥機。2009年9月俄國防部透露，為印度海軍航空母艦生產的首批4架米格-29K艦載機將在10月份運抵印度。印度共訂購了45架俄產米格-29K/KUB艦載戰鬥/教練機。俄羅斯原計劃在2008年完成印度航母的改裝工作，但由於技術問題，收尾工作被推遲到2013年。在此之前這些艦載機將部署在地面。
2016年敘利亞戰爭中俄羅斯庫茲涅佐夫航母前往出戰，新型的米格-29K首次投入實戰進行地面轟炸任務，大幅消滅各種地面敵軍，戰爭中一架米格-29K著艦失敗墜毀但飛行員跳傘成功。

## 設計

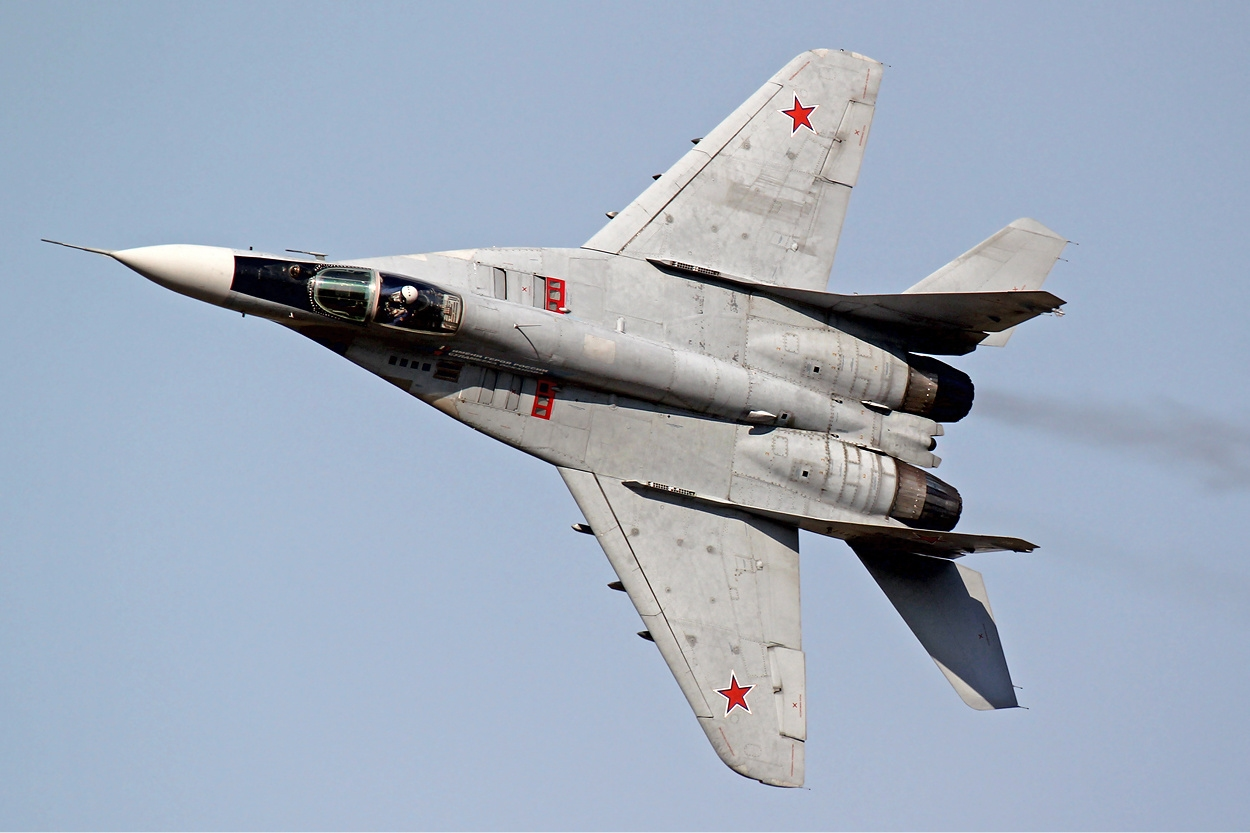
MiG-29機身和機翼採用一體化流線型

由於設計上的基本參數是來自於TsAGI為PFI計畫所進行的運算，米格-29的氣動力外型設計與Su-27戰鬥機非常相似，其中較為明顯的差異包括：MiG-29的主要結構材料以鋁為主再加上一些複合材料，機翼是後掠中單翼加上融合成一體的翼前緣延伸面（leading-edge root extensions，LERSx），後掠角為40度。機身後方位於發動機位側的是有後掠角度的水平尾翼與雙垂直安定面，翼前緣自動縫翼在早期型上分長4個部分（後期型改為5個），翼後緣則有襟翼和副翼。
MiG-29採用液壓控制與SAU-451三軸自動飛行儀，並不像Su-27使用線傳飛控系統，儘管如此，MiG-29仍是一架非常靈活的戰機，無論是瞬時或者是持續迴轉性能均接近西方戰機的平均水準，在400節以上速度時擁有和F-16戰鬥機相近的盤旋速度，能量損失率僅為F-16的四倍（60%和240%）。MiG-29擁有良好的高攻角性能而且不容易進入水平螺旋，機身結構足以承受9G（88E公尺/秒²）的運動。控制桿有一個可以手動取消的限制，以免飛行員超過g或是攻角限制。

### 引擎

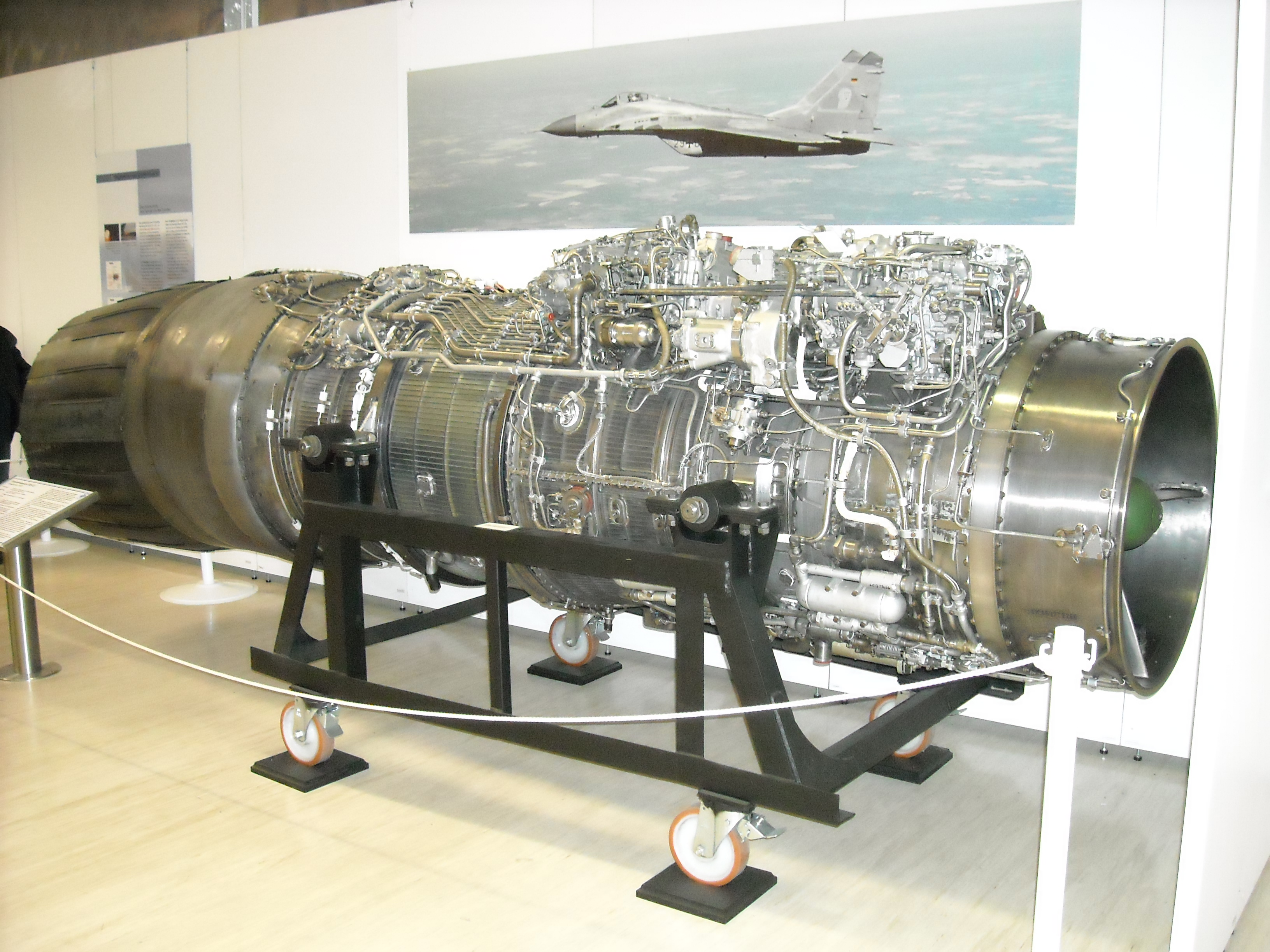
RD-33渦輪扇發動機

MiG-29發動機使用2具克里莫夫RD-33渦輪扇發動機，每具提供50.0千牛頓推力，啟動後燃器時可達81.3千牛頓。兩具引擎中間的空間，能提供額外昇力，並降低翼負荷，有效增加機動性。引擎的楔形進氣口位在翼根前緣延伸板的下方，並且有可調整的進氣門，以供高馬赫飛行時的進氣需求。在野戰跑道起飛、降落或低速飛行時，進氣門可以幾乎完全關閉，防止地面異物吸入引擎。在這種情況下，翼根前緣延伸板上方的活動進氣口會自動開啟，引擎能從此獲得所需空氣。後續的型號使用類似裝置在Su-27戰鬥機進氣口的網狀柵欄，取代原來機背進氣口的功能。

### 航程及燃油

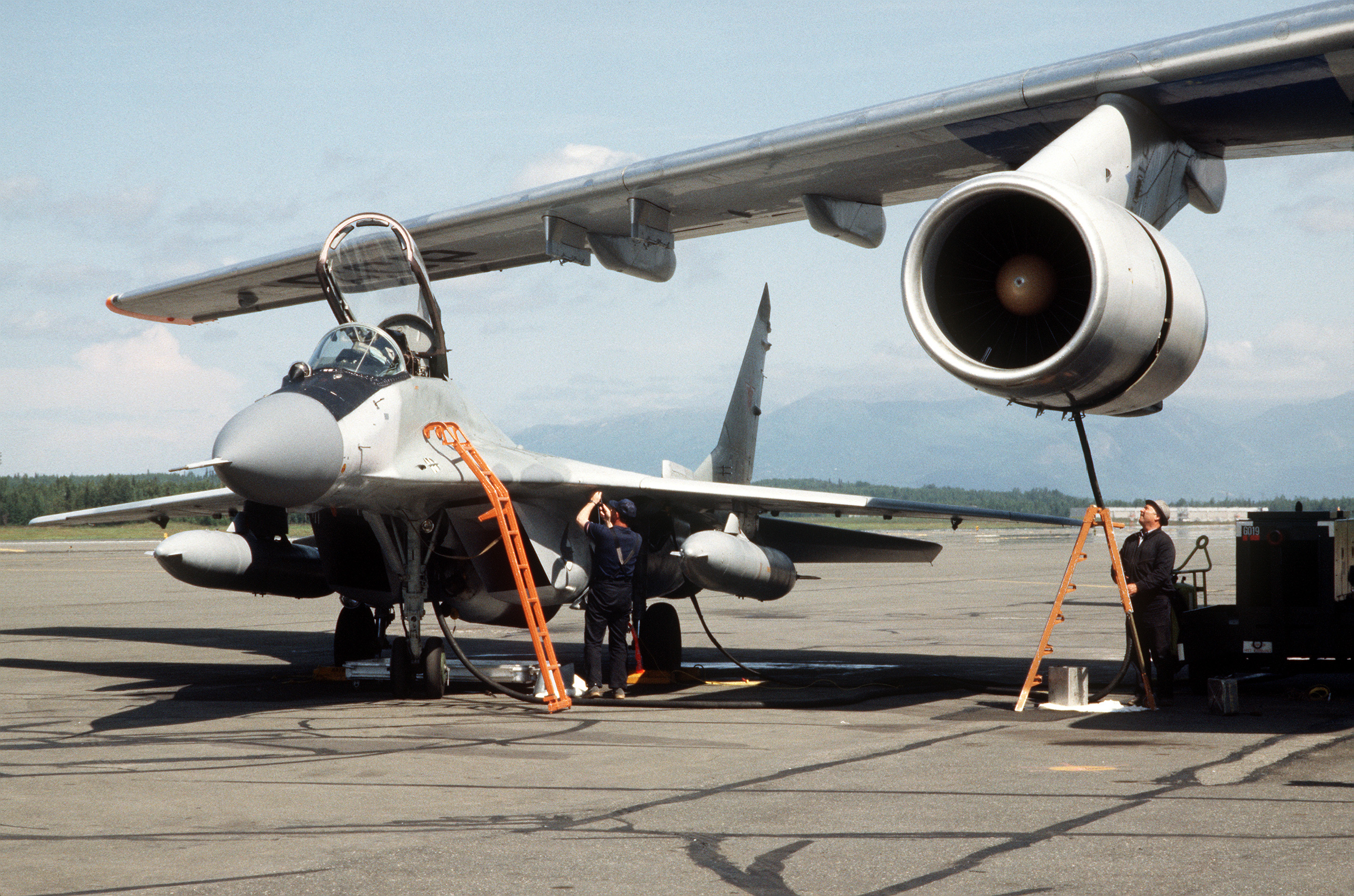
MiG-29從伊爾-76運輸機上接收油料到翼下油箱

初期型米格-29B的內部油箱總容量僅4,365公升，總數6個的油箱分別在兩翼各1個，另外四個則在機身，造成MiG-29B的航程有限，落得了一个“机场保卫者”的称号，然而已經符合蘇聯的原始需求：一架點防禦的前線戰鬥機。在進行長途飛行時，機腹中線能攜帶一具1,500公升的副油箱，後續的量產型也能在兩翼下各攜帶一個1,150公升的副油箱。此外，少數的米格-29在機身左側加裝空中加油設備，使用探針和錐管的方式進行空中加油來提升滯空時間。
一些米格-29B（MiG-29 9-13）修改機背的設計（Fatback），增加內部的燃油攜帶量。更先進的後續型號如MiG-35能在機背攜帶適形油箱。

### 駕駛艙

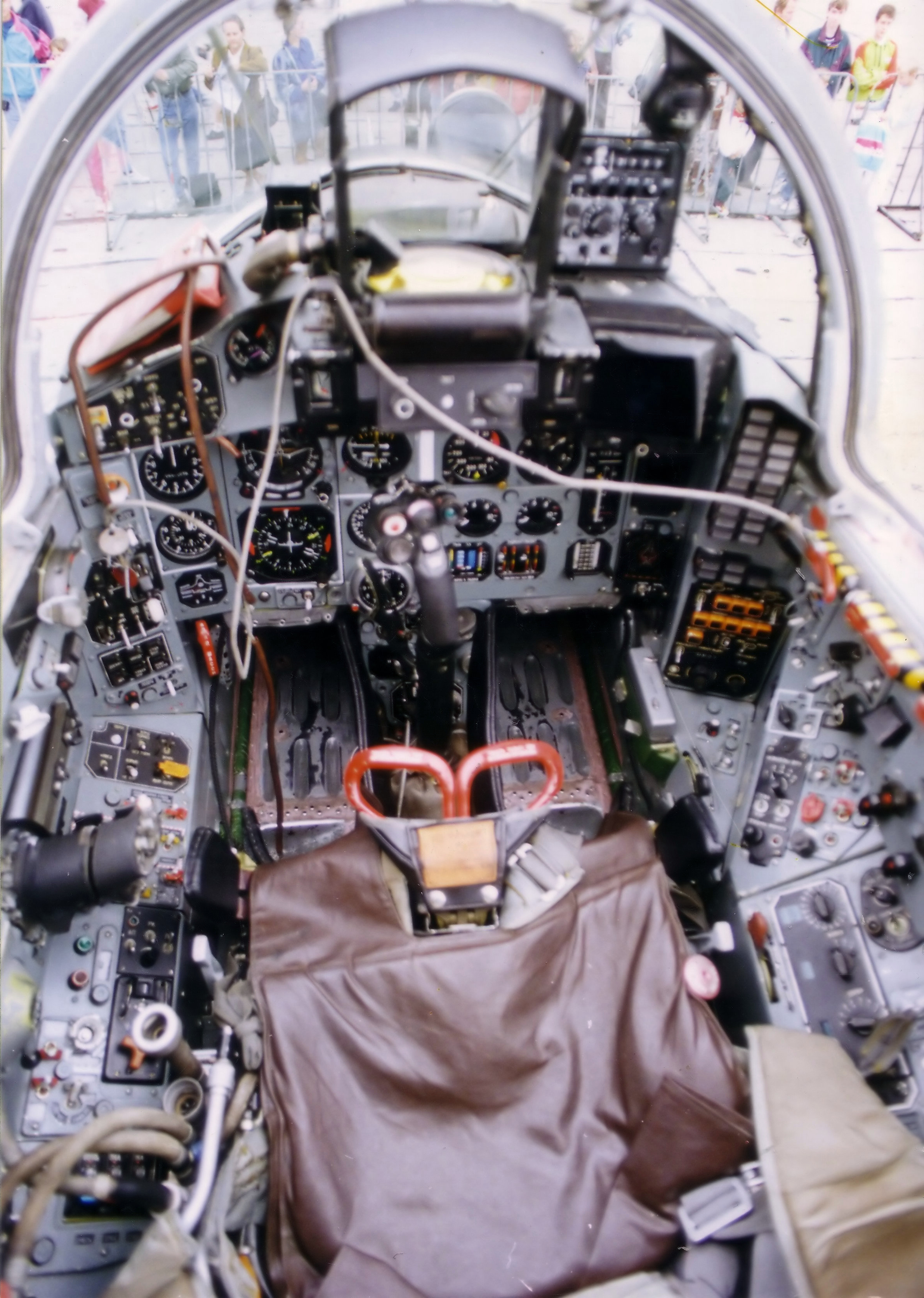
模拟式駕駛艙

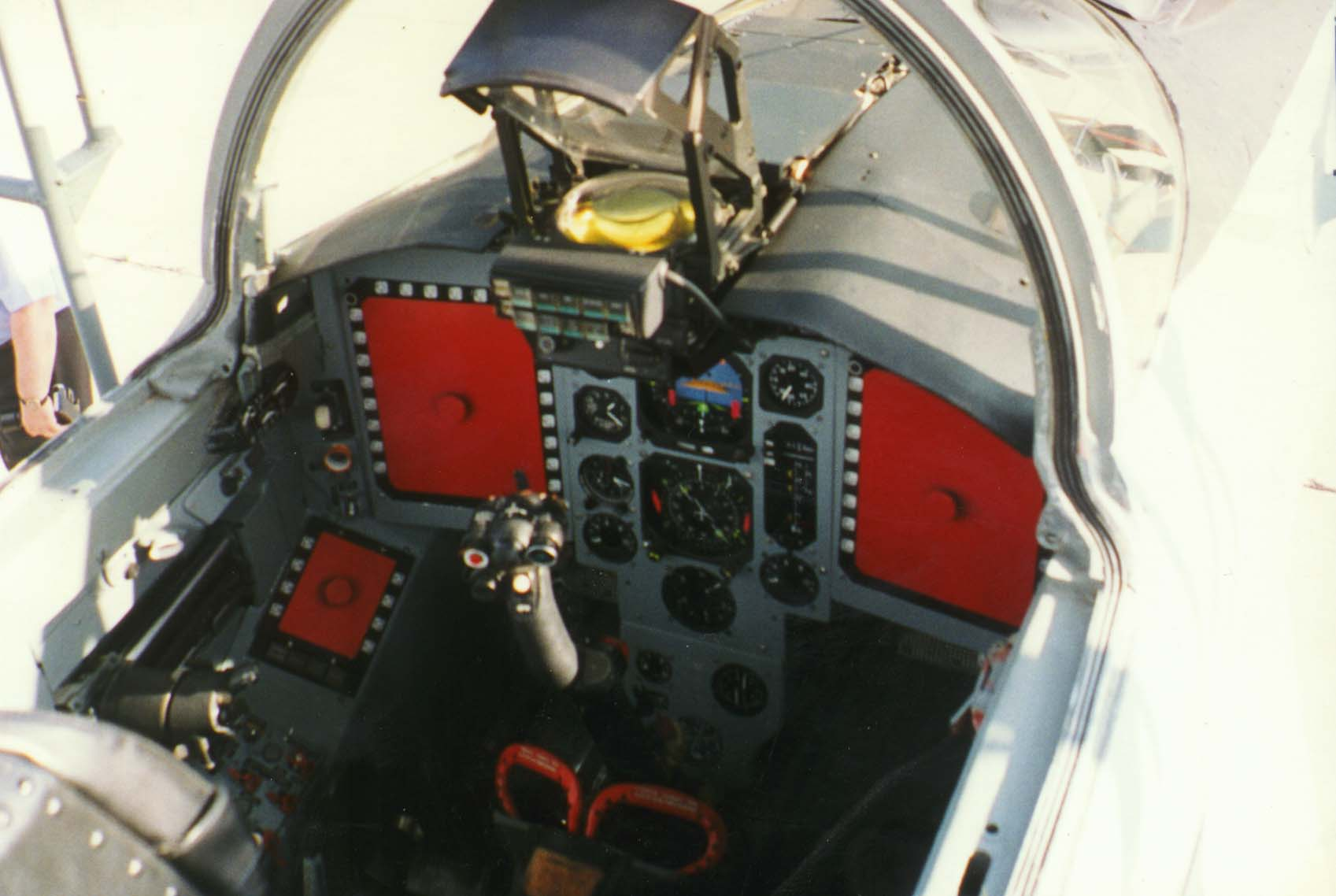
數位式駕駛艙

MiG-29配備了K-36DM彈射椅，曾在諸多緊急狀況中發揮過令人印象深刻的表現。
座艙中配備有抬頭顯示器以及ZSh-3UM頭盔瞄準具。然而，MiG-29並未配備西方戰機廣泛採用的手置搖桿。特別要強調的是；為了方便飛行員進行機種轉換，MiG-29的駕駛艙沒有大量使用人體工學設計，而是使其儘可能與先前的米格-23類似。不過，由於採用了泡型座艙，駕駛艙視野較過去的蘇聯戰機改善許多，但仍然不及同時期的西方戰鬥機。後期的改良型裝置有多功能顯示器的玻璃座艙，並且改換了真正的手置搖桿。

### 感應器

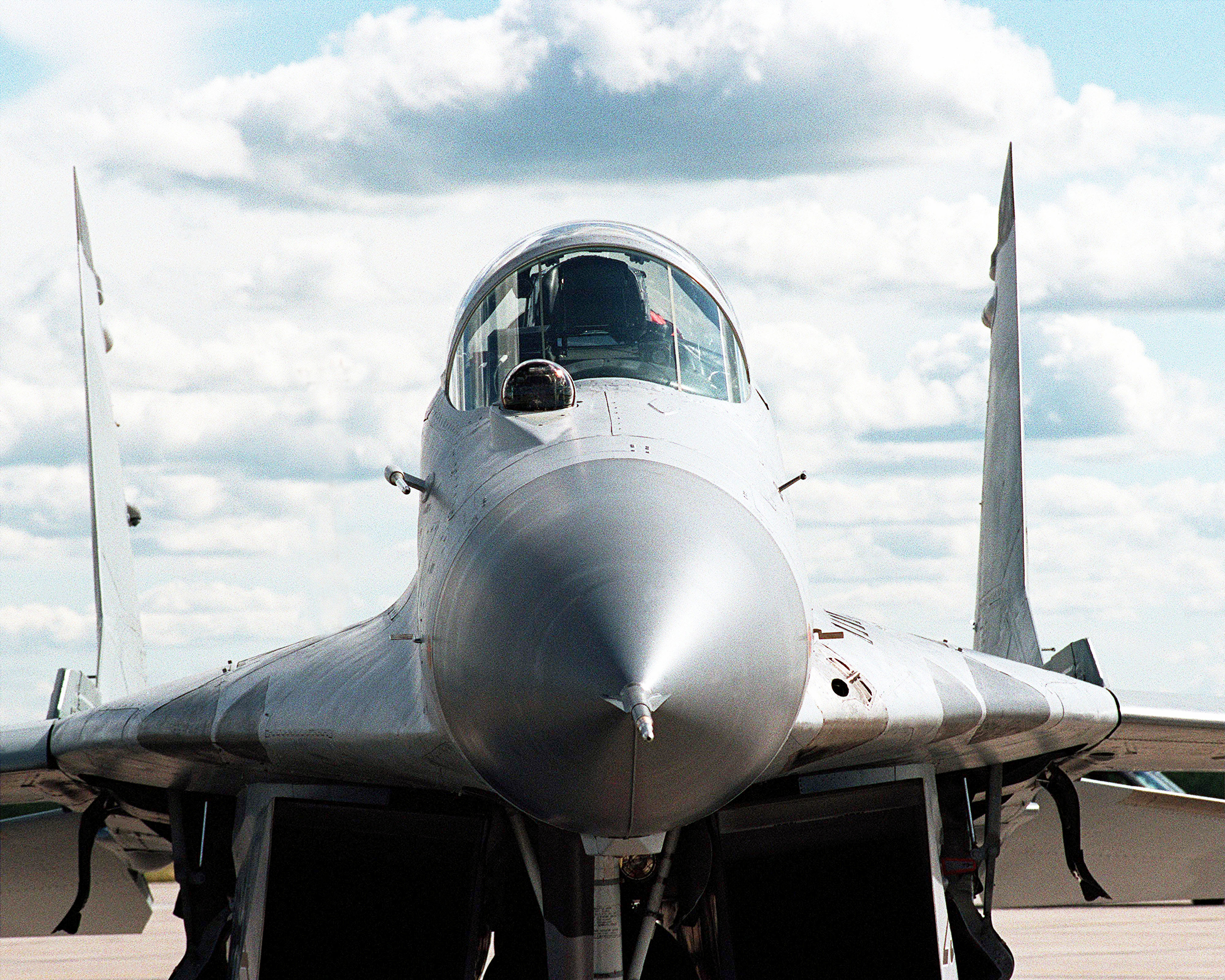
MiG-29機鼻和紅外線追蹤器

MiG-29B配備了法左特龍RLPK-29火控系統，包括了一具支援俯視/俯射的N-019脈衝多普勒雷達（北約命名：Slot Back）與Ts100.02-02火控電腦。早期的N-019A雷達號稱可使MiG-29與西方對手並駕齊驅，但蘇聯空軍對它的經驗是令人失望的。在視距外接戰戰鬥機大小的目標時，其所提供的追蹤距離只有：對頭70公里/尾追35公里。雖可同時追蹤10個目標，但只能半主動雷達導引飛彈攻擊其中的一個。在俯視/俯射時，隨著距離與地面回波的增加，期訊號衰減亦十分嚴重，對抗電子干擾的能力也不好。這些問題，代表了這架飛機無法以R-27飛彈可靠的接戰視距外目標，之後，CIA經由間諜獲得N-019雷達的相關資訊。為了改善這些缺陷，法左特龍推出了N-019MTopaz雷達並配備於MiG-29S上。然而，其性能仍不能使蘇軍滿意。在最後一種改良型中換裝了有被動相位陣列天線的N-010甲蟲-M雷達，在探測距離、解析度上獲得大幅改善，並支援以R-77中程空對空飛彈進行多目標接戰。此外，米格-29在風擋前配備了與Su-27相同的S-31E2光電探測器，可從動於雷達，亦可獨立運作並提供額外的槍砲瞄準協助。

### 武裝

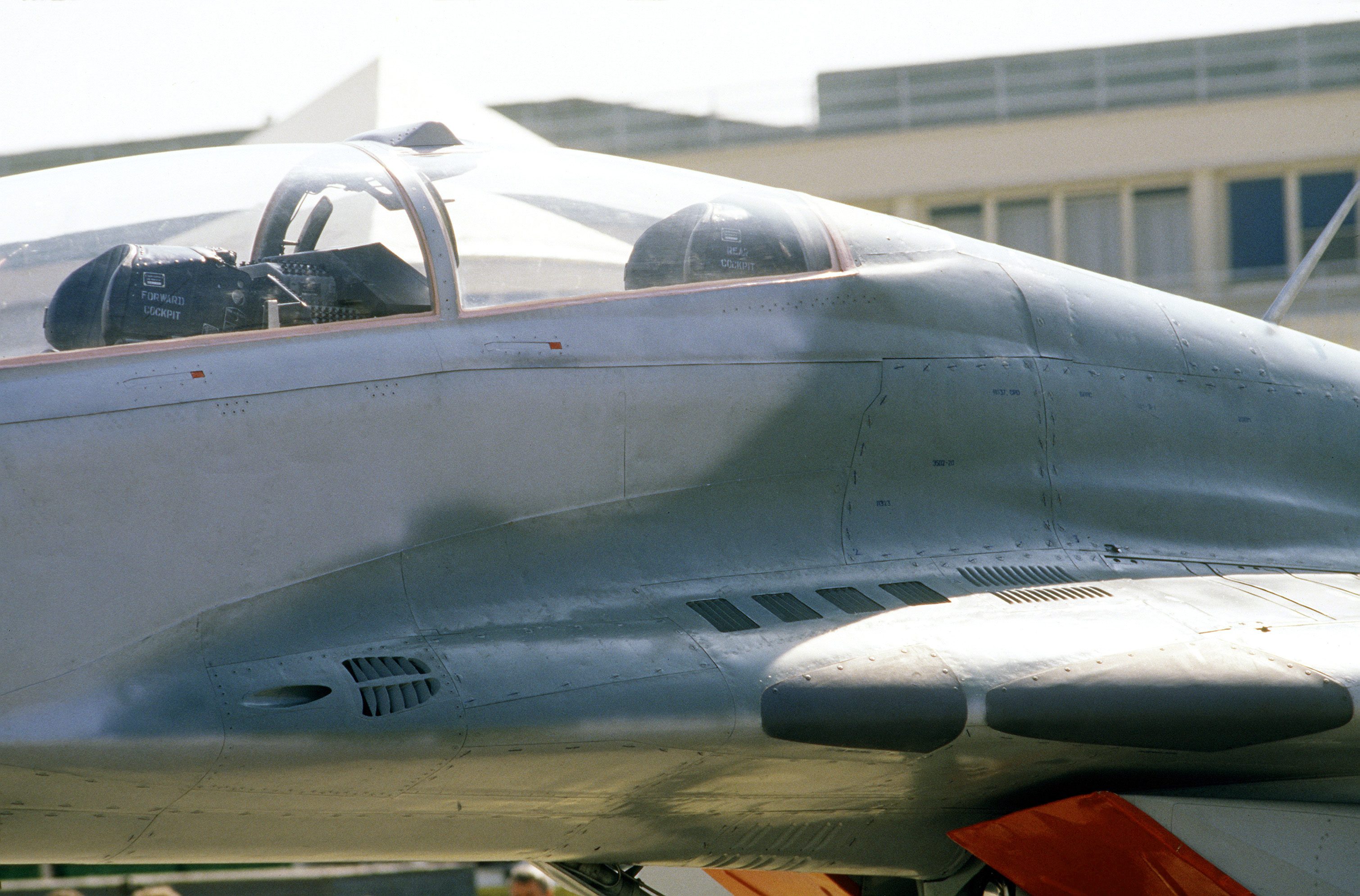
MiG-29UB機槍口

米格-29的固定武裝為一具GSh-30-130毫米機炮，射口在左側翼根。原始設計攜彈量為150枚，但在後續型號減為100枚。由於初期量產型的MiG-29B在機腹中線攜帶副油箱時會擋住拋殼口，因此攜帶中線副油箱時無法使用機砲。這個問題直到MiG-29S後的型號才被解決。在每個機翼下，依據不同的型號有三個或四個掛點，兩邊共有6~8個掛點。內側掛點能攜帶1,150公升（300加崙）的副油箱、或R-27中程空對空飛彈，也可攜帶傳統炸彈或火箭，部分型號的MiG-29能在內側掛點攜帶核彈。外側掛點通常攜帶R-73飛彈，但某些情況下也會配備較老舊的R-60短程空對空飛彈。在兩側發動機中間的機腹中線掛點能攜帶一個1,500公升（400加崙）的油箱，但是無法攜帶戰鬥用武器。原始的MiG-29B能在機腹攜帶通用炸彈或火箭吊艙，但是無法配備精確制導武器。直到後繼的改良型才提供攜帶激光或光電制導武器的能力，此時的MiG-29才有能力使用空對地飛彈。
MiG-29能攜帶飛彈、傳統炸彈、火箭和副油箱共4500公斤。

## 服役歷史
MiG-29成功外銷到許多國家，但由於各國訓練差異及構型等諸多原因導致各國的MiG-29作戰表現表現不一。

### 蘇聯/俄羅斯

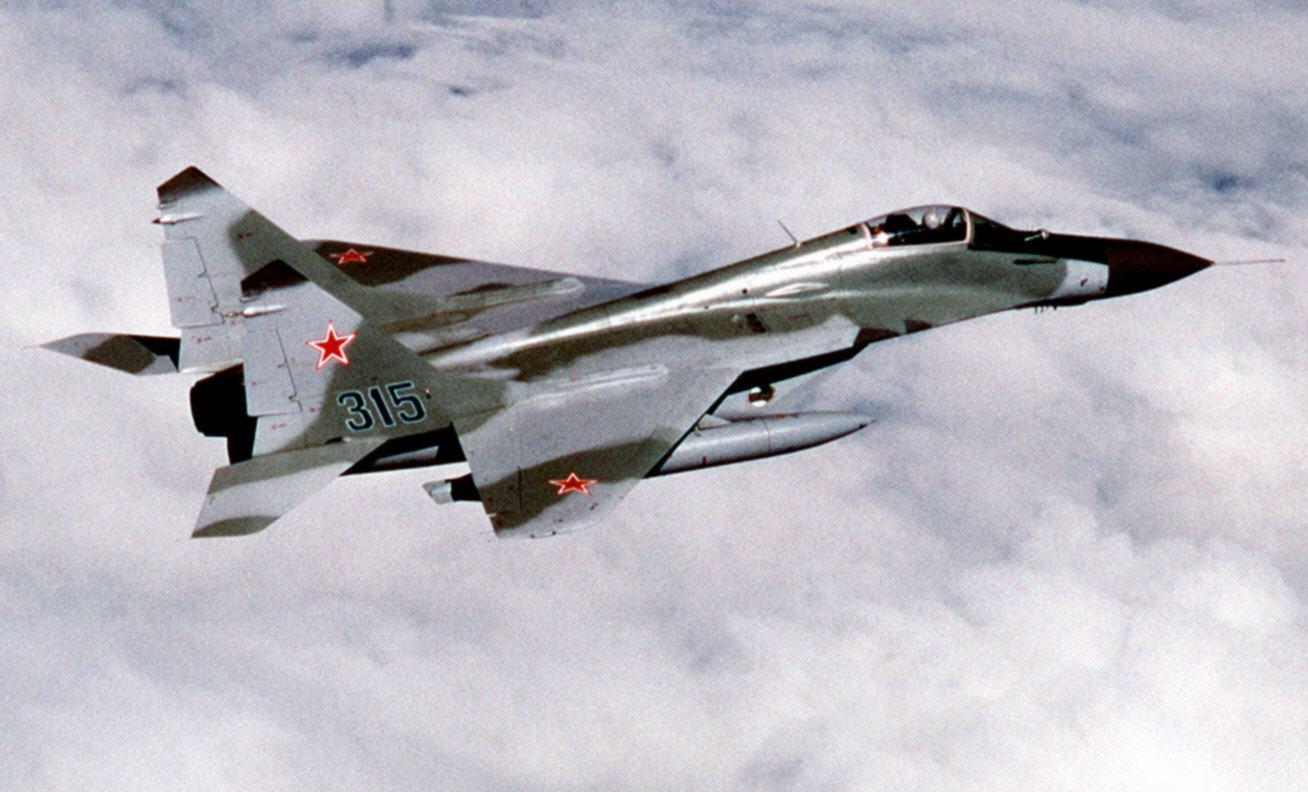
攝於1989年，蘇聯空軍米格-29於阿拉斯加上空。

蘇聯/俄羅斯是裝備MiG-29最多的國家，蘇聯解體初期，俄羅斯空軍掌握了原有比例最多的MiG-29，然而由於財政困窘，大量的MiG-29退居二線或封存。
到了1993年底，約100架未完成的MiG-29因空軍無法支付費用而存放在倉庫。其中48架日後改作改進型原型机。但隨著普丁執政後，俄羅斯經濟復甦，空軍開始下達MiG-29的新訂單及改良維護訂單，截至2014年全球有超過1,600架MiG-29服役，其中俄羅斯空軍為最大的用戶，2012年2月29日簽約採購24架艦載型的MiG-29K/UBК。根據合約，空軍將在2012-2015年間接收20架MiG-29K和4架MiG-29UBK
阿富汗戰爭時常有阿富汗飛行員駕機叛逃，有報導稱1987年8月蘇聯空軍的MiG-29擊落了4架試圖攻擊總統府的Su-22。
2008年4月，喬治亞政府宣布1架俄羅斯的MiG-29擊落了1架喬治亞的無人機，並公佈無人機拍到的MiG-29發射空對空飛彈的影像，然而俄羅斯政府否認。阿布哈茲政府則稱為阿布哈兹空軍L-39做的，因為該機正在侵犯「阿布哈茲」領空。
另外，MiG-29亦為俄羅斯國家級的雨燕飛行表演隊的指定操作機型。
根據俄羅斯聯邦國防部報導，21世紀交付的MiG-29如下：
- 2009年
  - MiG-29SMT - 28架
  - MiG-29UBM - 6架

- 2013年
  - MiG-29K - 2架
  - MiG-29KUB - 2架

- 2014年
  - MiG-29K - 8架
  - MiG-29KUB - 2架

- 2015年
  - MiG-29SMT - 4架
  - MiG-29UBM - 2架
  - MiG-29K - 10架

- 2016年
  - MiG-29SMT - 8架

由於改良的MiG-35服役，俄羅斯空軍將在2020年代陸續汰除MiG-29

### 烏克蘭

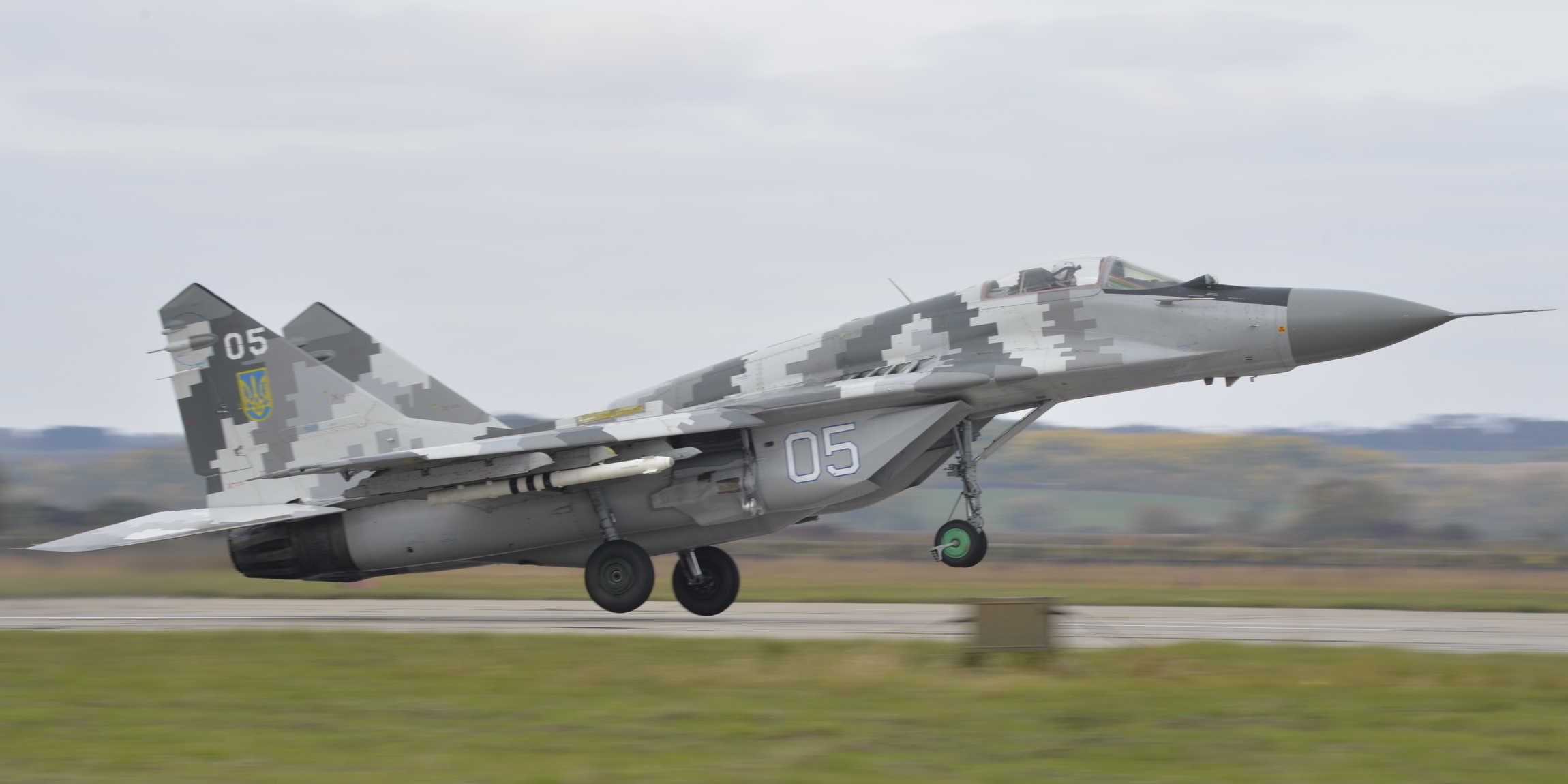
烏克蘭空軍的MIG-29

在2022年俄羅斯入侵烏克蘭期間烏克蘭空軍使用MiG-29作為空戰主力。
乌军的MiG-29还被改造用于携带美制AGM-88 HARM反辐射导弹，用于进行对敌防空压制（SEAD）任务，並可投擲JDAM-ER滑翔炸彈。2022年8月30日，乌克兰空军发布了一段战斗视频，其中可见MiG-29战机发射AGM-88导弹。至2023年4月26日，烏軍MiG-29於巴赫穆特戰役中，向俄控區投擲4枚500磅級JDAM-ER炸彈，為該型號炸彈首次於蘇式軍機上應用。

### 南斯拉夫社會主義聯邦共和國/南斯拉夫聯盟共和國/塞爾維亞和黑山國家聯盟/塞爾維亞共和國

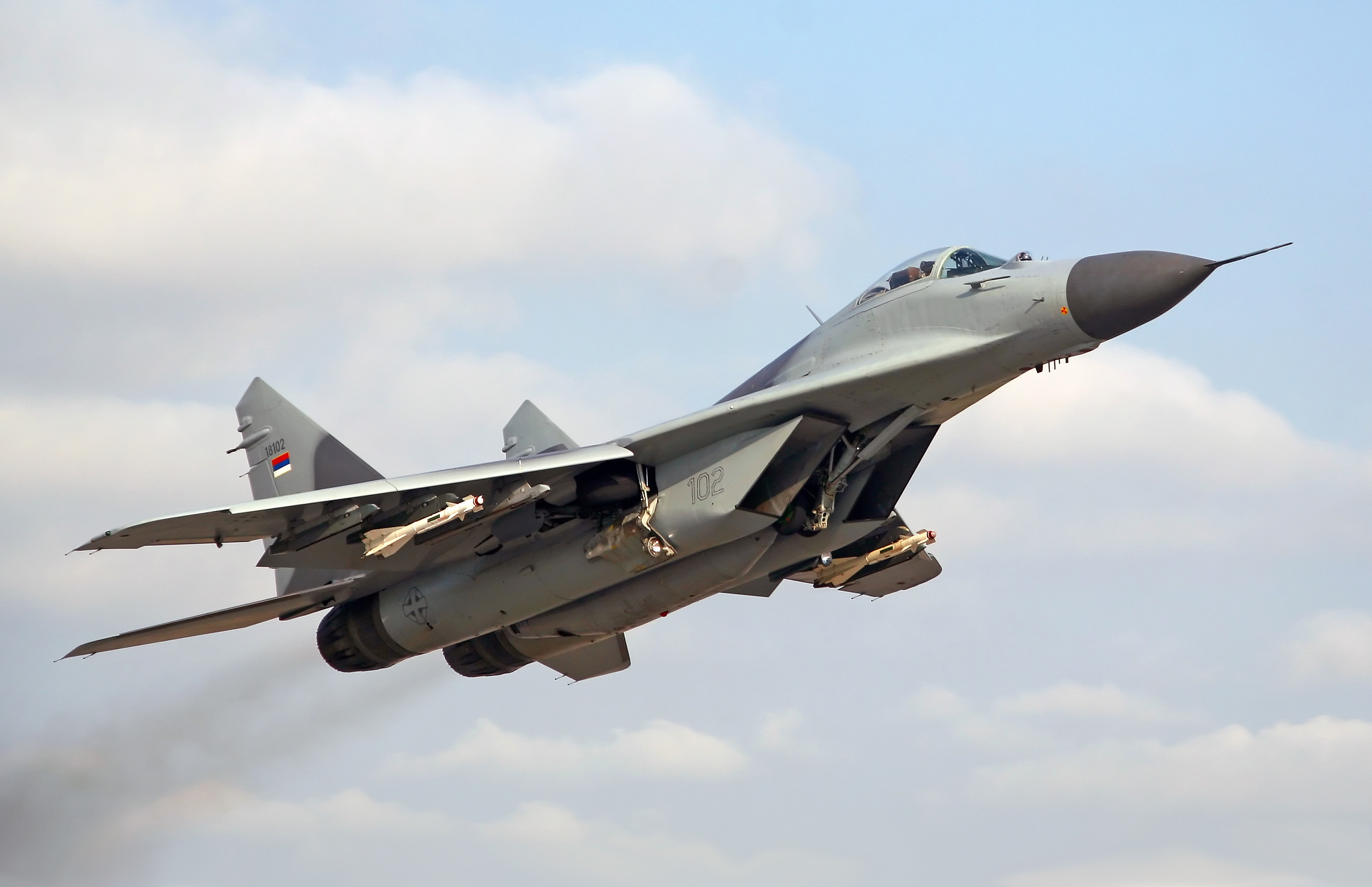
塞爾維亞的米格29

塞爾維亞的米格29已經是15年以上的舊機且因為長期禁運沒有維護零件，雖一度投入實戰，但許多系統故障影響了戰機性能。6架被擊落（拼裝自14架單座機+2架雙座機）、1架戰鬥受損（後來放在地面當欺敵誘餌時被炸燬）、3架在地面被炸毀（共10架）、至少有超過1架意外墜毀，飛行員於墜落中彈射成功。本戰爭中共兩名塞爾維亞飛行員陣亡。亦參與南斯拉夫內戰，多半是對地攻擊任務。

### 敘利亞
在敘利亞，MiG-29負責全方位巡邏敘利亞和黎巴嫩空域，敘利亞飛行員對於MiG-29的機動性和武器系統很滿意。所有敘利亞飛行員都飛米格機也是全球空軍中最有經驗的，敘利亞飛官的訓練嚴格且繁重，並且加強攻擊性訓練。

### 印度
印度曾在喀什米爾卡吉爾邊境衝突出動MiG-29。掩護幻影2000战斗机投下雷射導引炸彈並維持空優。該分隊Indian Fulkrums是著名的「北印之鷹」。他們做了許多升級和引擎現代化修改。印度空軍改進並成功測試Mig-29發射R-77飛彈。可以確信所有印度MiG-29實施修改可發射R-77，同時也可以相容印度自製Astra飛彈。
總之除了射下無名的商用機，所有MiG-29八次空對空擊落都是擊落別的MiG系列，其中兩架是遭到友軍攻擊。

### 德意志民主共和國/德意志聯邦共和國

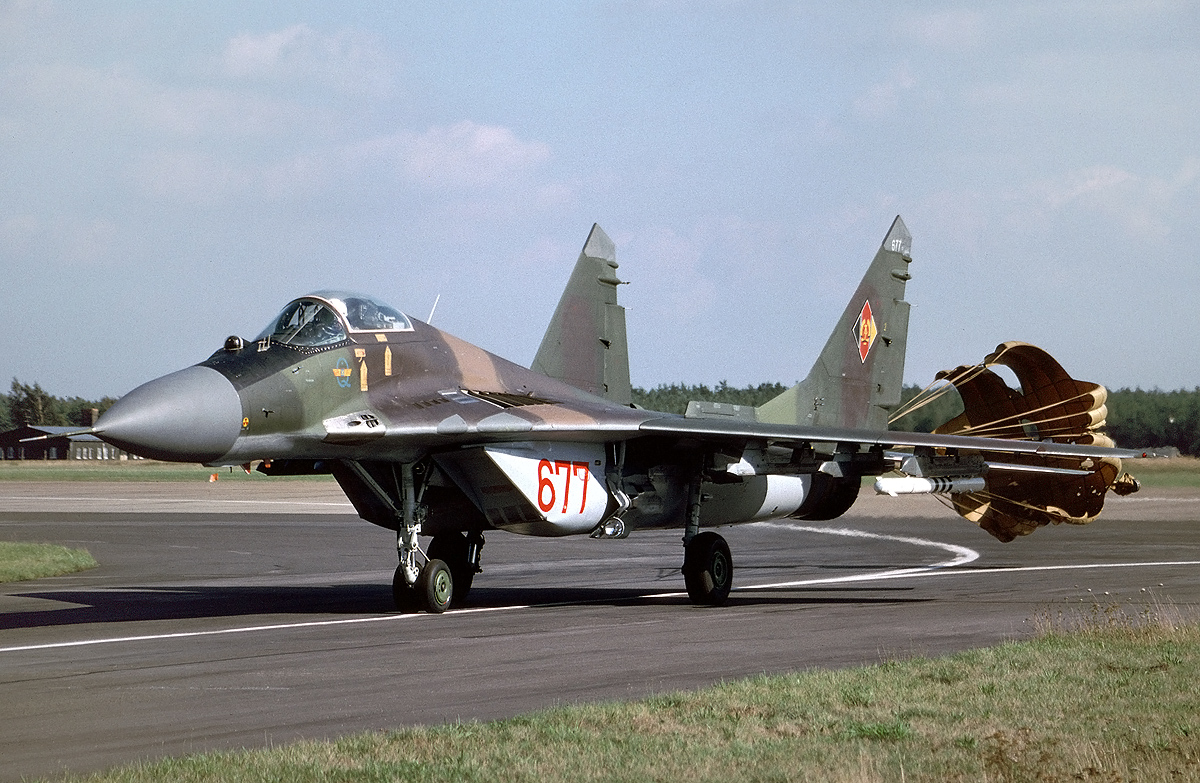
國家人民軍空軍於解散前裝備當時其中一款最先進的武器為蘇制米格-29戰鬥機。

1980年代，国家人民军空军接收了MiG-29 9.12A（MiG-29 9.12支點-A型 華沙公約外銷型）。1990年，兩德統一。由於機齡還很新，性能也還很好，所以這批MiG-29成了少數為德國聯邦國防軍留用的前蘇聯裝備。這批飛機都被置於JG-73史坦霍夫聯隊麾下，主要用於作戰訓練，並不擔負主要作戰任務。這批飛機在2003年9月自德國聯邦國防軍空軍除役，除1架留做展示外，剩餘的22架全數以1歐元的象徵性代價售予波蘭。

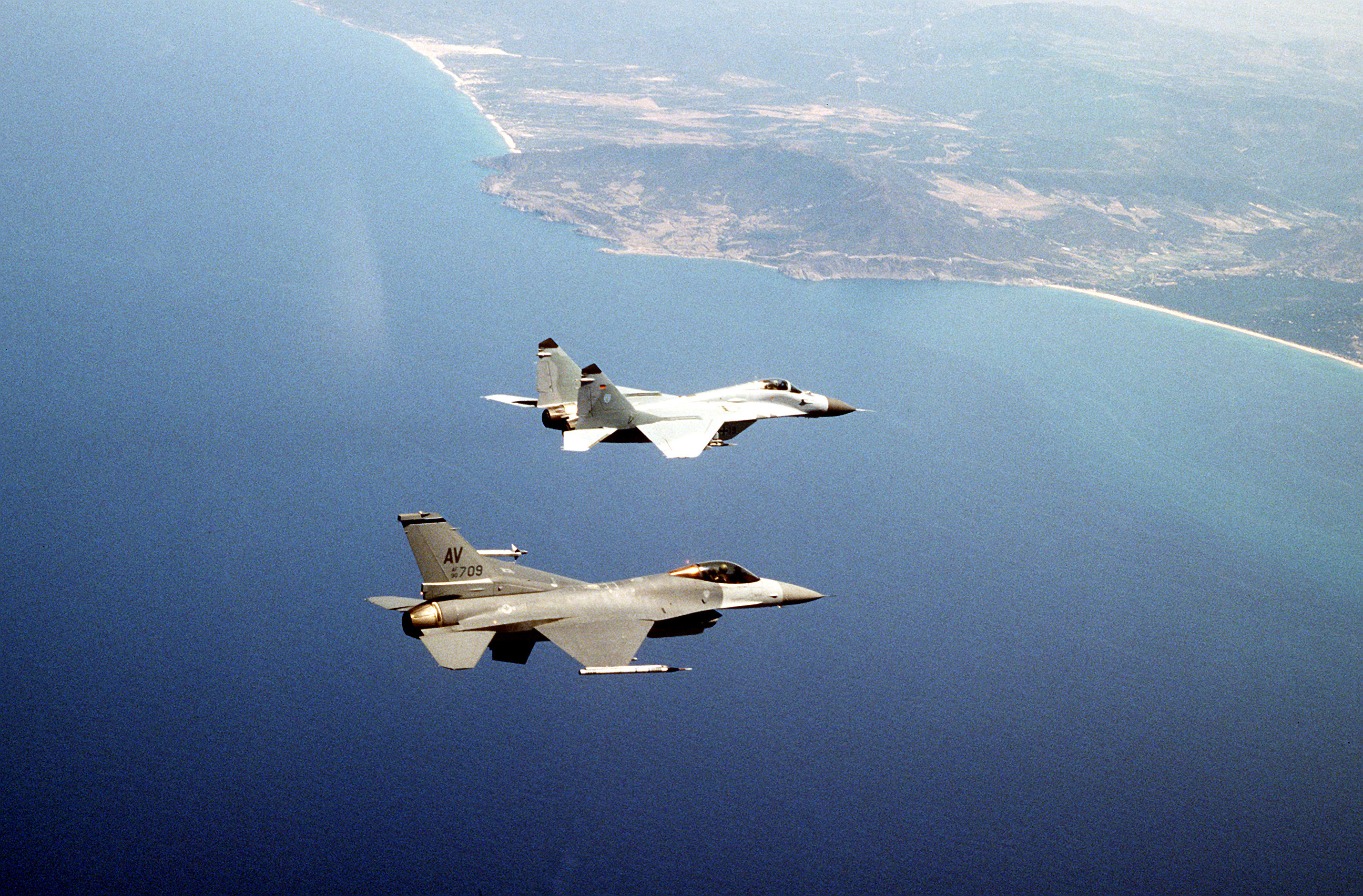
德國空軍第73戰術聯隊的米格-29與美國空軍的F-16在天空飛翔

美國科學家聯盟（FAS）認為在近距離格鬥狀況下，MiG-29可能有比F-15C相當甚至更好的戰鬥力，傳說此看法在一場對抗演習中被證實，MiG-29展現了某些優勢。在一場意大利的視距內（within-visual-range，WVR）的空中演習中，德國空軍的MiG-29對抗一批F-16機群，MiG-29並未如一些傳聞所述的對F-16有壓倒性優勢，但是其超视距能力依然对参与评估的F-16A等机种构成重大威胁，某些情況下能与F-15C抗衡。而在近距離格鬥中，美國空軍飛行員發現它的低速機動性很出色且类似F-18。加上MiG-29的頭盔瞄準系統「射手（Archer）」其前方攻擊區是一45度的圓錐角，讓东德空軍的駕駛員能看到哪就鎖定到哪。相形之下，同时期在欧洲的北约戰鬥機种必須將機鼻指向目標，才能鎖定敵方，後來直到2003年的F-15C MISP2和F-16C/D上同樣引進了頭盔瞄準系統和AIM-9X空對空飛彈後才改变了此形势。美國在1991年檢查了东德的MIG-29G（外销版）後發現其雷達使用過時的卡塞格倫天線（等於没有下視能力），告警器的性能也不佳，另外，當時德國空軍的23架MIG-29G中只有6架有隨時出動能力。

### 古巴
1996年，一架古巴的MiG-29擊落救援兄弟會所擁有的民用Cessna 337。

### 伊拉克

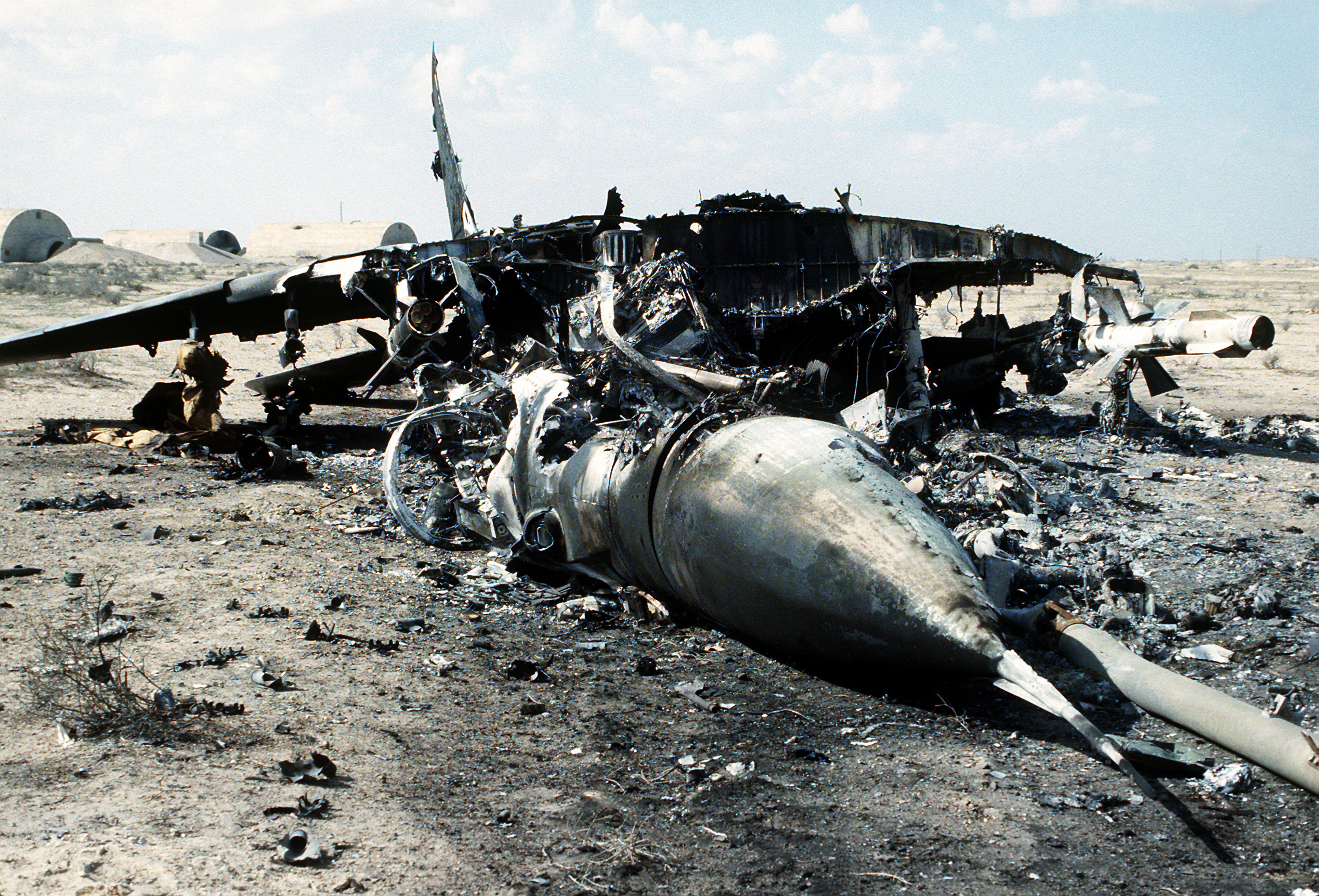
在伊拉克戰爭的「沙漠風暴」行動中被擊毀的MiG-29

海灣戰爭中，5架伊拉克MiG-29被聯軍擊落，一些俄羅斯報導聲稱伊拉克的MiG-29至少擊落了1架龍捲風戰鬥轟炸機。。但是英國報導聲稱是自己墜毀的，戰後，37架MiG-29只殘餘12架，有4架叛逃到伊朗。

### 厄利垂亞
1999年，厄立垂亞空軍宣稱用MiG-29擊落4架衣索比亞的MiG-21和MiG-23，之後2000年又宣佈擊落一架MiG-21。但是衣索比亞也宣稱用Su-27擊落厄立垂亞5架MiG-29。蘇聯和烏克蘭都有一些傭兵在這場戰爭中參戰。其中，MiG-29暴露出發動機性能的嚴重缺陷，在位於Su-27六點方位的絕佳攻擊位置時卻因吸入廢氣而喪失動力，貢獻了該場戰爭中R27唯一一次擊落，而在全局戰況中，MiG-29均因內部燃油過少的問題而陷於被動。

### 美國
美國曾向摩尔多瓦空軍購買21架MiG-29，其中14架「支點C」擁有主動雷達干擾設備並具備核彈投擲功能。這些MiG-29全數指派給位於俄亥俄州萊特-派特森空軍基地的國家航空情報中心。其中一架「支點C」目前存放於俄亥俄州達頓市美國空軍博物館的倉庫中，另外20架目前則下落不明，據信已遭拆解。
私人收藏家唐奇爾林曾以10萬美元的代價自吉爾吉斯購入2架MiG-29，礙於進口法令限制，無法進口搭配的航電裝備，兩機目前停放於美國伊利諾州的昆西，處於嚴重缺件並等待翻修的狀態。

### 展示的米格-29

#### 美國
共有六架前摩爾多瓦空軍的米格-29被安置在美國的下列地點：
- 德州聖安格魯的古費洛空軍基地（英语：Goodfellow Air Force Base）。
- 內華達州的法伦海軍航空基地（英语：Naval Air Station Fallon）。
- 俄亥俄州美國空軍情報中心（英语：National Air and Space Intelligence Center）的萊特-派特森空軍基地。
- 兩架在內華達州的奈利斯空軍基地。一架在威脅訓練中心（Threat Training facility （页面存档备份，存于））的外面，一架在旁邊有米格-23的機棚內[19]。
- 一架正在俄亥俄州代頓附近的美國空軍博物館內整修，一旦整修完成，將會在博物館展示。2006年12月時，該機正在進行油漆。

#### 斯洛伐克
- 8605－於科希策航空博物館（英语：Museum of Aviation (Košice)）展出的MiG-29A [20]
- 7501－於斯利亞奇斯利亞奇空軍基地在上展出的MiG-29A，通常不向公眾開放。

## 各式型號

### 米格-29 "支點-A"（Product 9.12）
初始生產版本; 在1983年服役。北約報告名稱為“Fulcrum-A”。

### 米格-29 "支點-A"（Product 9.12A）/米格-29B（Product 9.12B）"支點-A"

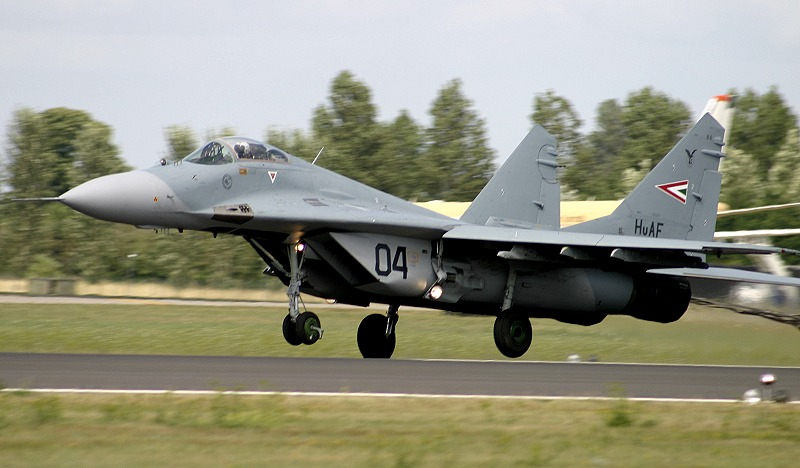
匈牙利空軍的MiG-29A

9.12A是華沙公約組織成員國的外銷版本，而9.12B則是非華沙條約國家的外銷版本。缺乏核武器運載系統，並擁有最初的生產雷達，9.12B中沒有ECM和IFF。

### 米格-29G "支點-A"（Product 9.12A)/米格-29GT "支點-B"（Product 9.51）

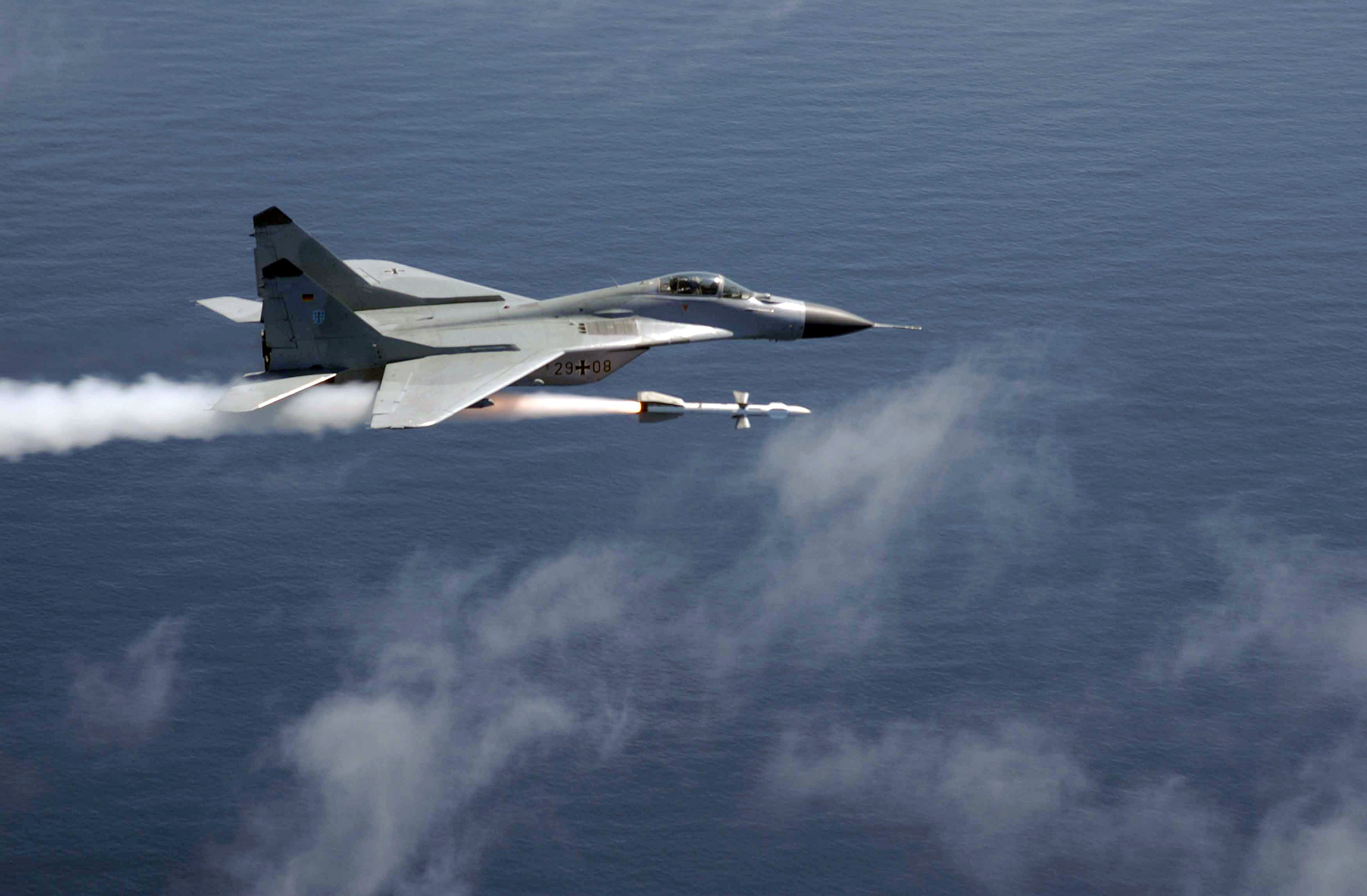
德國空軍的MiG-29正發射一枚R-27飛彈

原為東德空軍的米格-29，在兩德統一時西德將所有原屬於東德的24架米格-29一起轉入了德國空軍，並組成為第五航空師。統一的德國就米格-29是否能進入德軍裝備展開爭論，這致使德國政府決定對米格-29的使用價值和戰鬥力進行評估,在1991年兩架米格-29在美國進行了兩個月的測試，最後終於贏得了德國的認可。爾後德國便宣布了米格-29正式進入德國空軍的決定。並將原先東德黃綠迷彩被改成了德國空軍標準的灰色空迷彩。德國在接收米格-29後對其進行了電子設備的改動以適應北約的標準，德國米格-29機身上的天線罩（雷達罩，邊條，尾翼天線）也都更換過成標準的材料。米格-29GT為聯邦德國空軍米格-29UB型。這批米格-29一直服役到颱風戰機開始裝備德國空軍為止，於2003年德國與波蘭政府簽訂了一項合同，以每架1美元的象徵性價格出售第73戰機聯隊第一中隊的所有可在役的米格-29。

### 米格-29UB "支點-B"（Product 9.51）

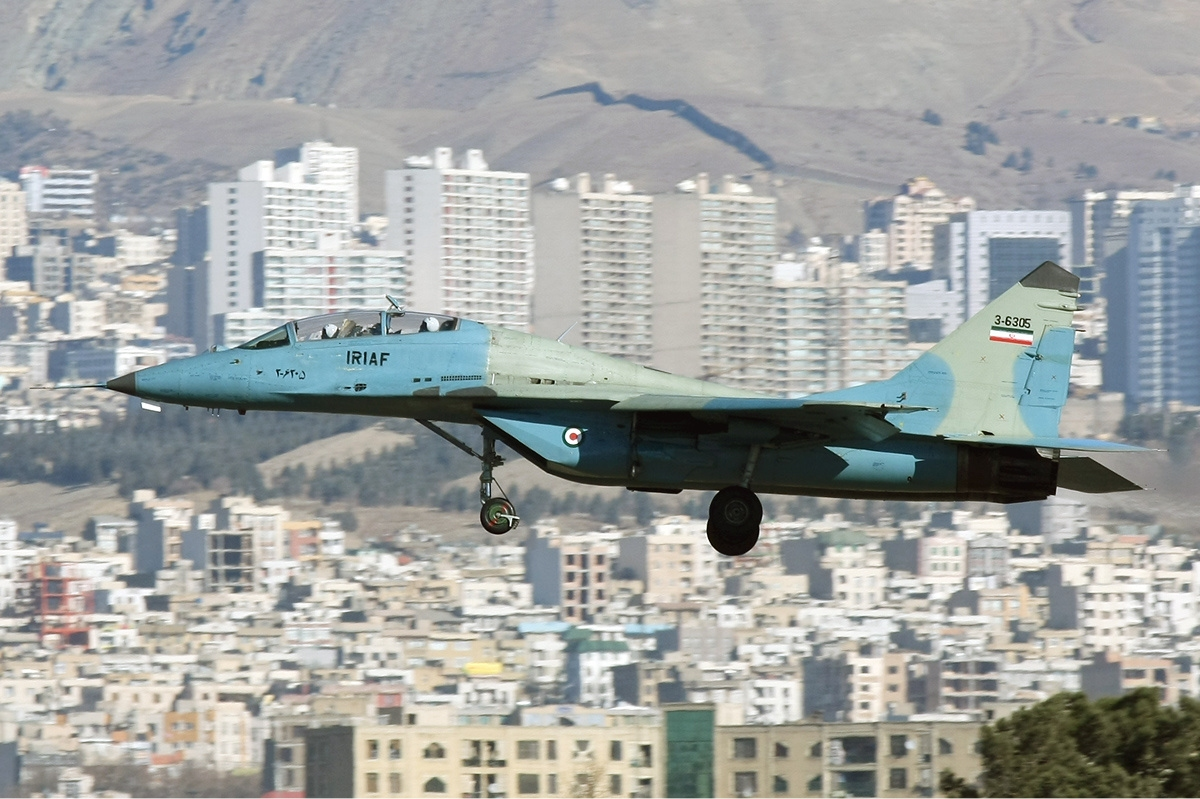
伊朗MiG-29UB於2011年

MiG-29的作戰訓練版，沒有雷達，而是採用簡單的無線電定位器和紅外搜索和瞄準系統IRST（MiG-29UB最多只能只能發射R-73導彈，相似於早期美國F-16武裝部署）。
最早原型9-51-1型從29系列中MiG-29 9.12（北約代號：支點A型）修改而成，最初於1981年4月29日首飛。米格的編號為9-51型，自1985年以後一直由GAPOiSO（今下諾夫哥羅德索科爾工廠）生產，工廠序號為30。在米格-29部署第一年裡，由於還尚未部署MiG-29UB型，因此在那時候還是由MiG-23UB型代為訓練。

### 米格-29UB "支點-B"（Product 9.53）
是將9-51系列升級到SMT標準的升級產品。具有與米格-29SMT相同航空電子設備和駕駛艙以及相同的武器，但依舊沒有雷達，也沒有可使用雷達引導的掛載武器。9.53沒有背部油箱，所以追加空中加油探頭。這批9.53依舊是由9.51母公司索科爾在下諾夫哥羅德生產。
這批在9.53 UB在與9.51型對比時尾翼有所不同，9.53 UB型不排除是蘇聯後生產（機體）；此外該型號還為印度設計的米格-29UPG UB(9.53I)衍生型號。
這批9.53 UB原為MiG-29UBM型，同樣是升級的MiG-29UB型，不過並不是俄羅斯空軍使用，是作為外銷升級型，用戶為阿爾及利亞和葉門空軍；但後來阿爾及利亞因為升級MiG-29SMT（9.19）機型有問題而全部退訂，這批UBM已經完成升級；俄羅斯空軍後來表示對這批自家生產UBM有興趣收購，於是這批米格-29又依照俄羅斯空軍需求進行修改變成MiG-29 9.53(R) UB 型（註：R為俄羅斯縮寫）

### 米格-29 "支點-C"（Product 9.13）

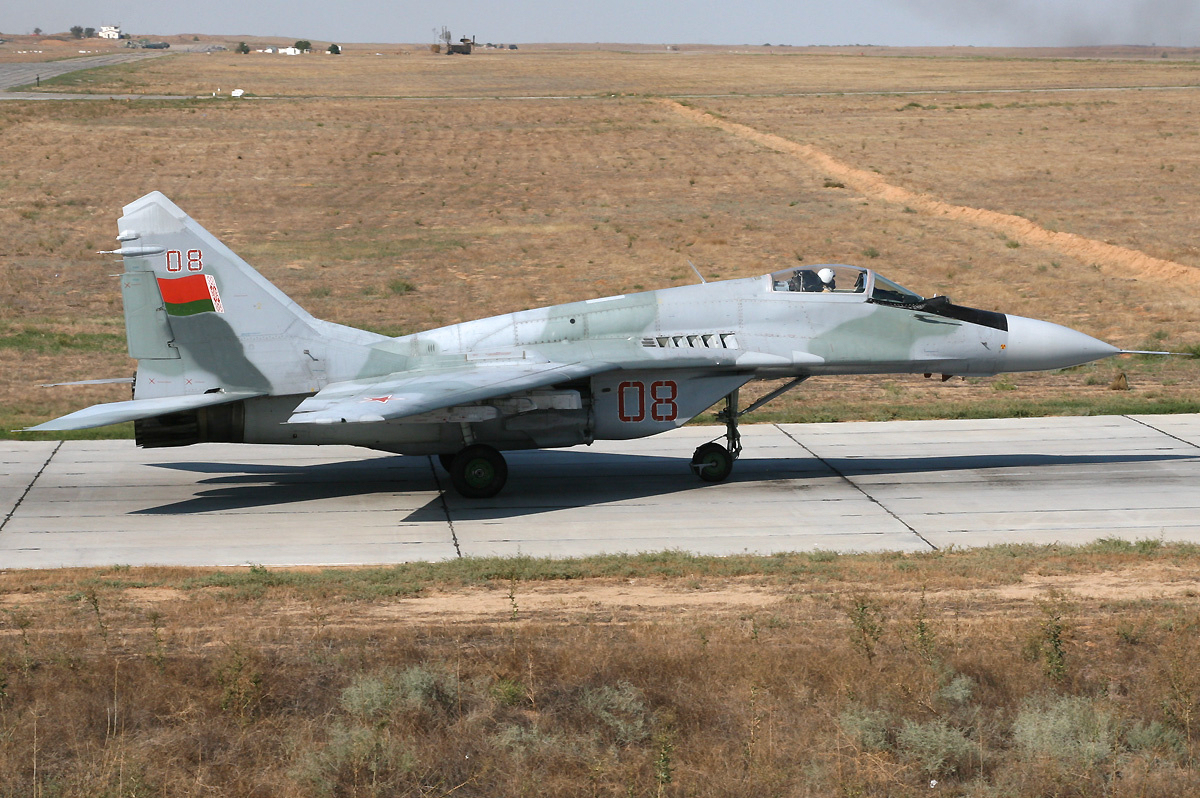
白俄羅斯空軍的MiG-29 (9-13)

大致與9.12相同，但換裝大型內載油箱並加裝Gardeniya雷達干擾器。

### 米格-29S "支點-C"（Product 9.13S）
大致上與9.13相同，但可掛載4噸彈藥與大型翼下副油箱。換裝N019ME雷達，可同時追蹤10個目標並同時攻擊其中兩個。

### 米格-29S "支點-A"（Product 9.12S）
類似於前一個，但並沒有9.13型的Gardeniya干擾器，僅適用於MiG-29 9.12。

### 米格-29SE

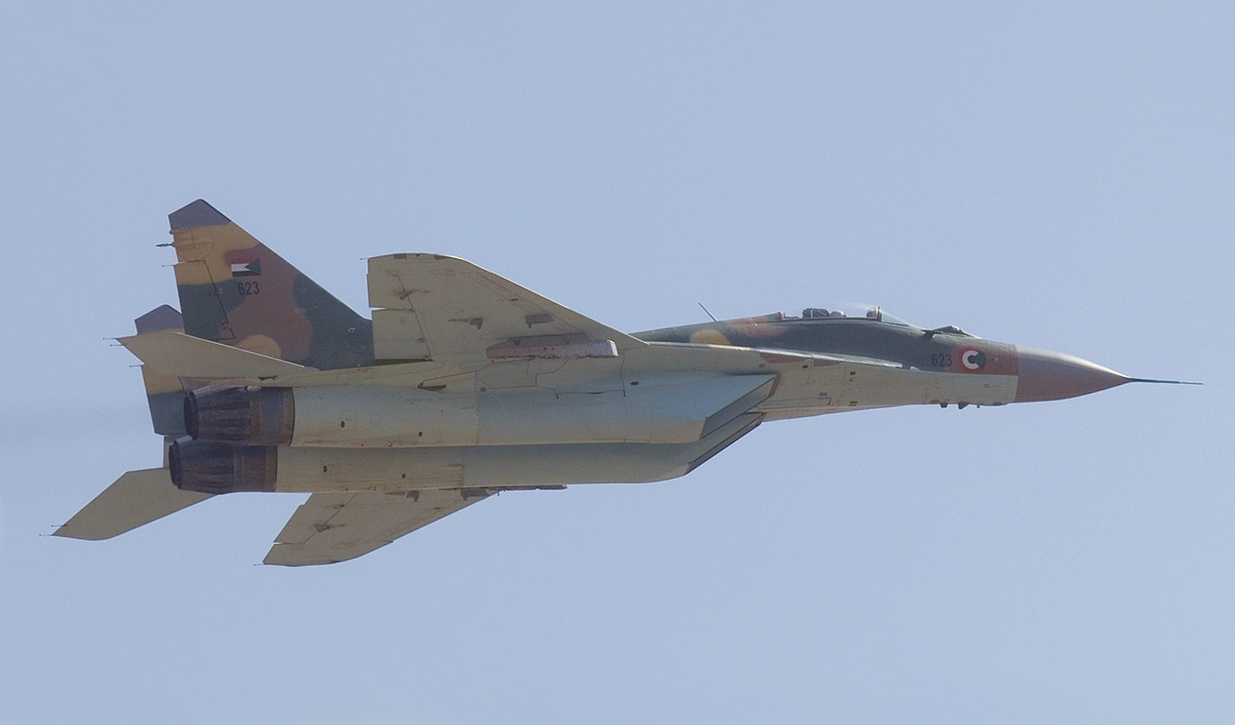
苏丹空軍的MiG-29SE

外銷型號的米格-29S，稍微降級的N-019ME雷達具有多目標跟踪能力和RVV-AE（R-77導彈）兼容性。其武器組合包括R-27T1，R-27ER1和R-27ET1中程導彈。該飛機可以安裝主動ECM系統，武器輔助工具，改進的內置檢查和訓練系統。米格-29SE可以同時使用兩個空中目標。(編輯請求)

### 米格-29SD
更新米格-29(9.12)版與SE的改進相似，不過追加了空中加油用的探頭。

### 米格-29N

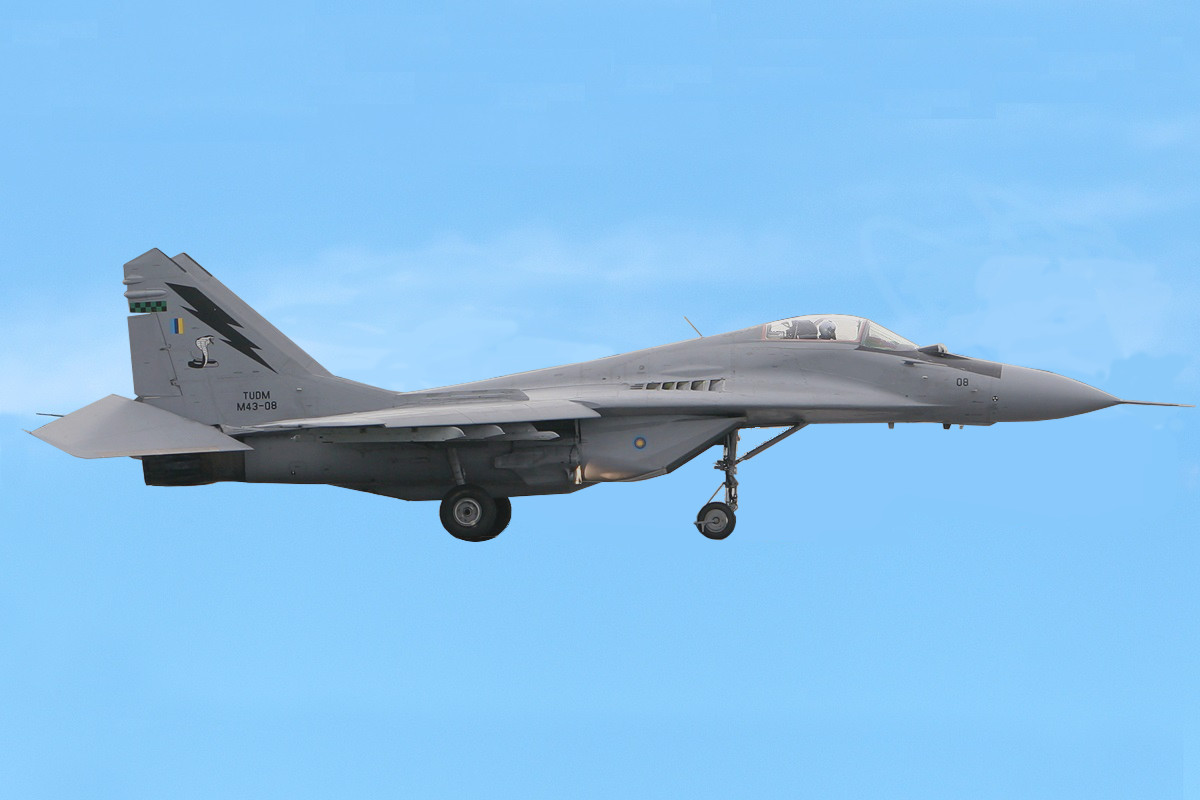
馬來西亞皇家空軍MiG-29N

為俄羅斯米格-29SD; 1995年交付馬來西亞皇家空軍第17和19中隊的16架米格-29N單機和2架米格-29NUB雙座機。正常起飛重量為15000千克，最大起重量為20000千克，原為9.12。雷達是N-019ZM，與SE的N-019ME相同。

### 米格-29SM "支點-C"（Product 9.13M）

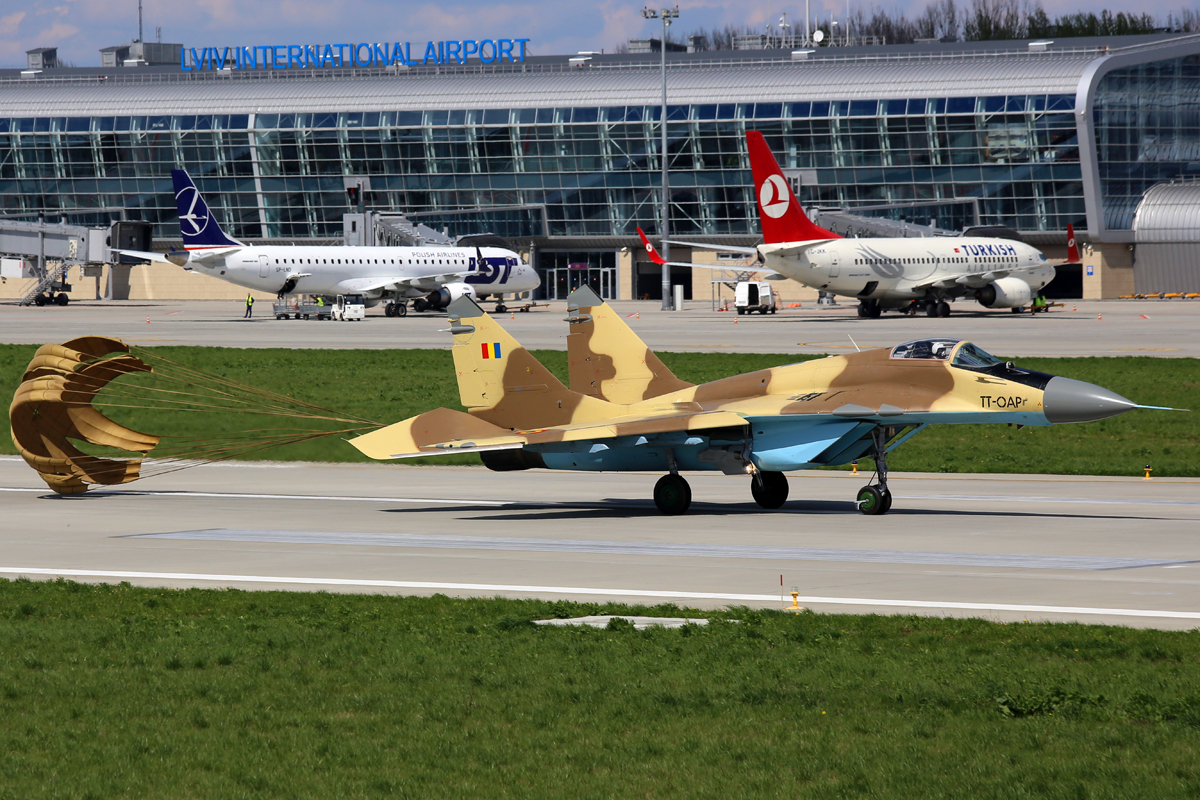
查德空軍的MiG-29SM

大致上與9.13相同，可掛載多種空對地飛彈與雷射導引炸彈。

### 米格-29AS / 米格-29UBS（米格-29SD）

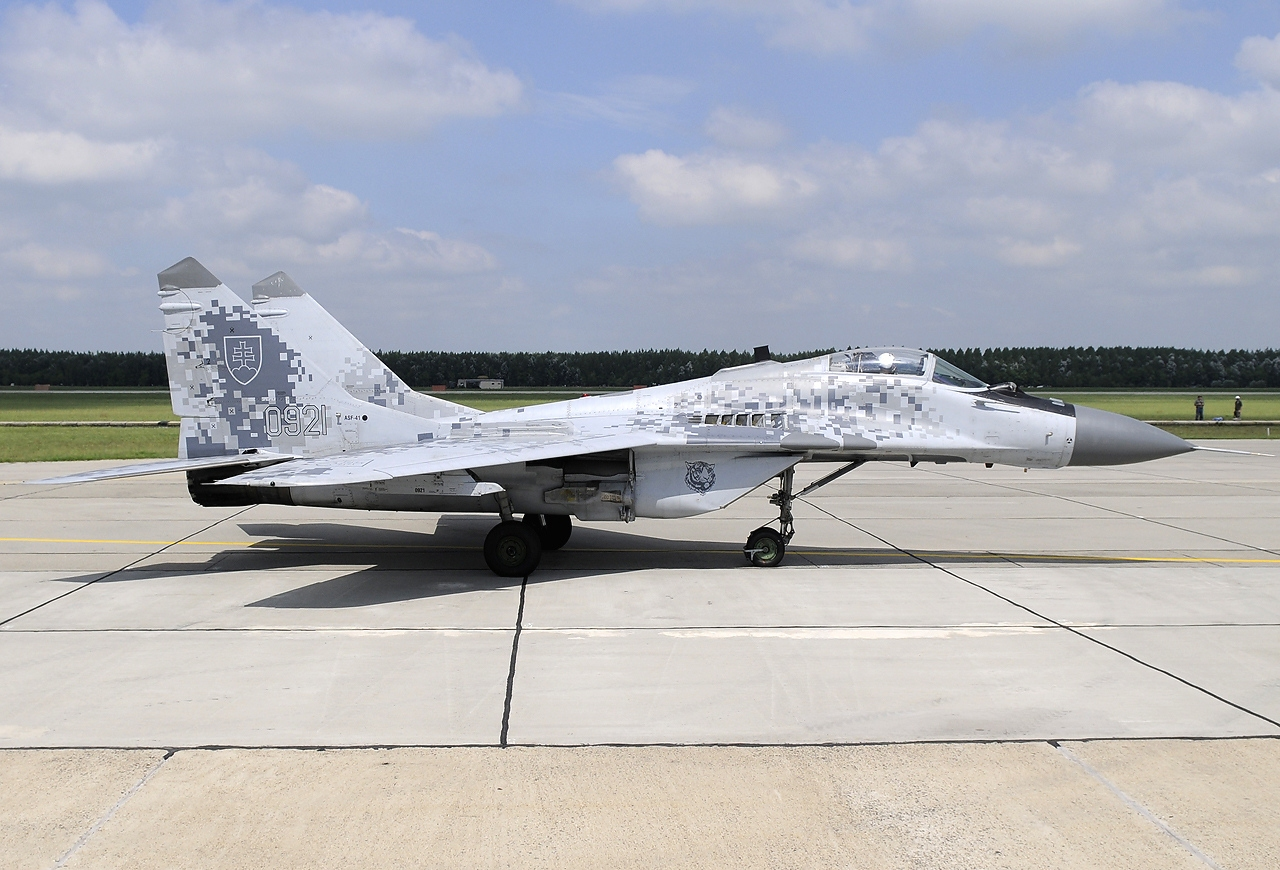
斯洛伐克空軍的MiG-29AS

斯洛伐克空軍為了北約的兼容性對米格-29/米格-29UB進行了升級。從2005年開始，RAC Mig和西方公司就開始了這項工作。該飛機現在擁有來自羅克韋爾柯林斯公司的導航和通信系統，BAE系統公司的IFF系統，新型玻璃駕駛艙具有多功能液晶顯示器和數字處理器，與未來的西方設備融合。但是，飛機的軍備保持不變。整個米格-29機隊的21架中有12架進行了升級，並於2008年2月底交付。

### 米格-29BM
米格-29BM是在白俄羅斯巴拉諾維奇的ARZ-558飛機修理廠進行的米格-29升級，米格-29BM是一個升級武裝的米格-29戰機，白俄羅斯米格-29BM類似俄羅斯米格-29SMT。它改進包括武器，雷達，以及加裝空中加油管。

### 米格-29MU1/MU2
烏克蘭現代化的米格-29。在MU1改造後，空中目標的偵測範圍增加到29％。因應俄羅斯入侵烏克蘭，烏軍再為上述機材進行MU2改造，以提升對地攻擊能力；同時，此批米格-29亦曾進行改裝，可搭載美國製導彈及航空炸彈，及法國製AASM精準制導炸彈。

### 米格-29 Sniper

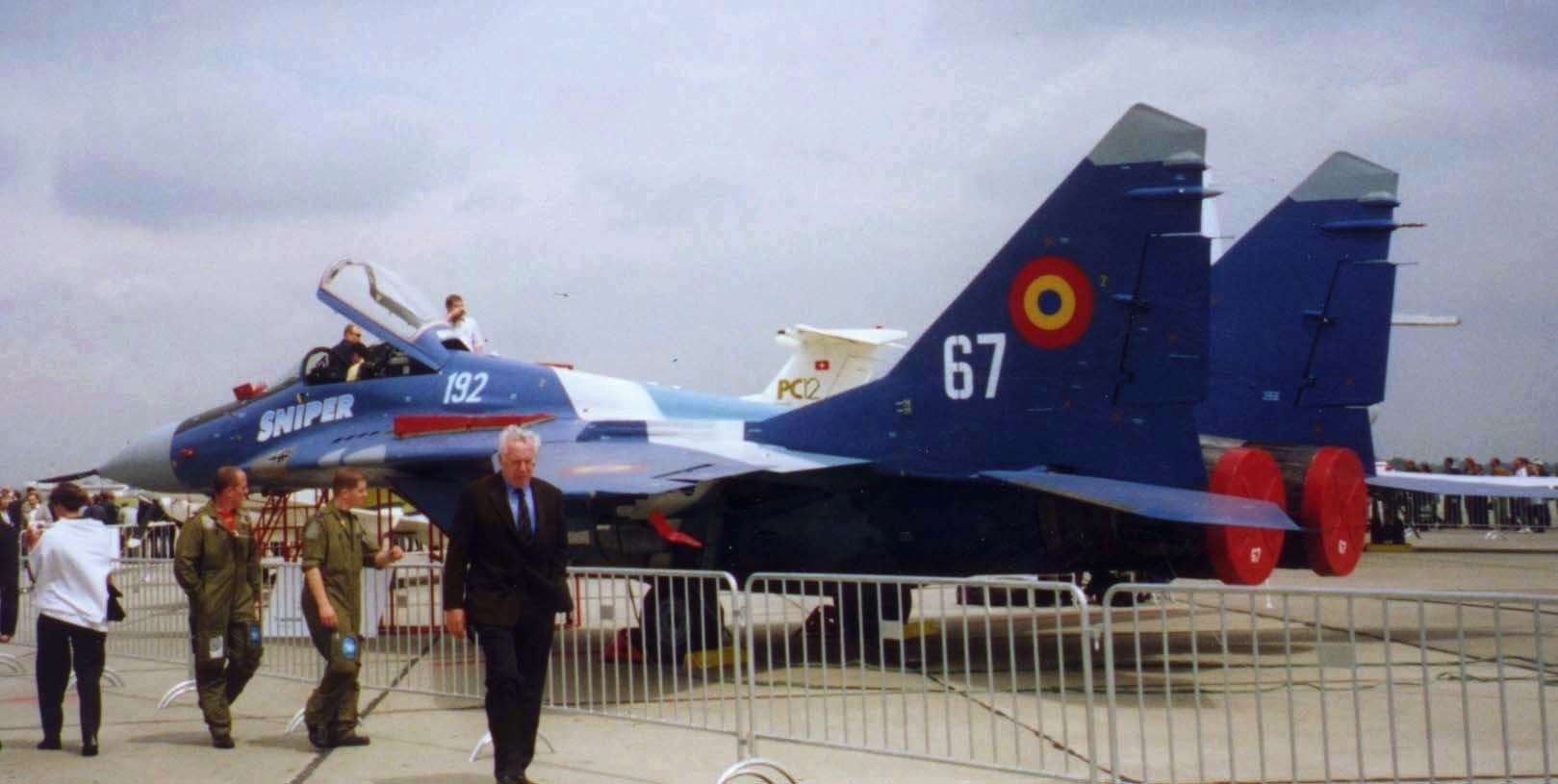
米格-29 Sniper

以色列公司為羅馬尼亞空軍計劃升級。第一次飛行是在2000年5月5日，但由於維修費用高昂，導致羅馬尼亞政府決定停止米格-29升級方案，進一步投資米格-21 LanceR計劃，隨著2003年羅馬尼亞米格-29的退役而取消。

### 米格-29M/ 米格-33 "支點-E"（Product 9.15）

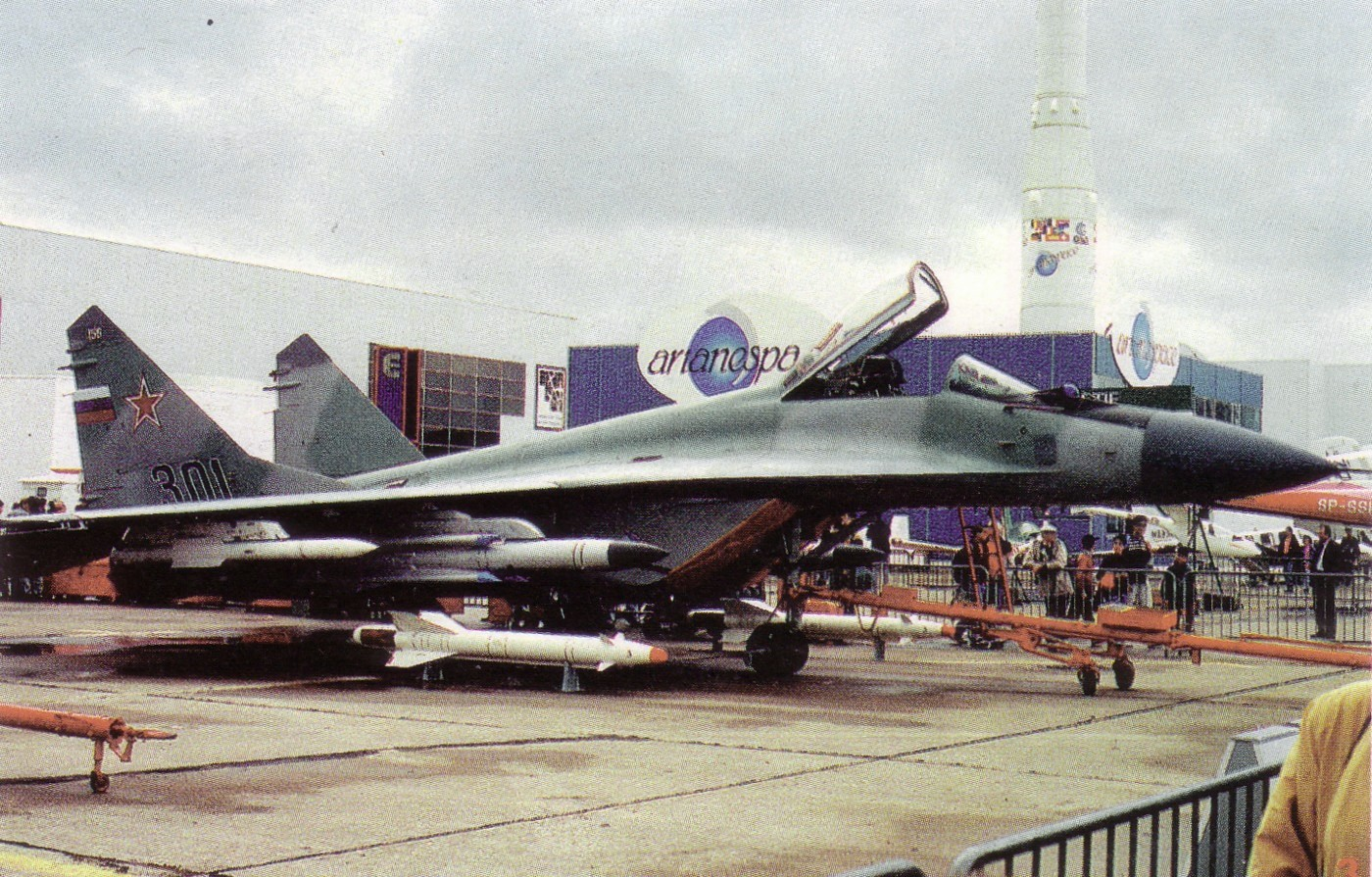
米格-29M戰鬥機

多用途戰鬥機，重新設計製造鋁材結構機身，以線傳飛控置換機械式操縱裝置，換裝後燃推力86KNt的RD-33K引擎。載彈量增為4500公斤，增加機內油箱，最大航程延伸至2000公里。以甲蟲雷達取代原先之N-019雷達，駕駛艙加裝兩具多功能顯示器，除支援以RVV-AE飛彈進行多目標接戰外，亦提供地形追沿模式，武器掛點增加至8個。

### 米格-29UBM（Product 9.61）
雙座型的米格29M

### 米格-29SMT（Product 9.17）

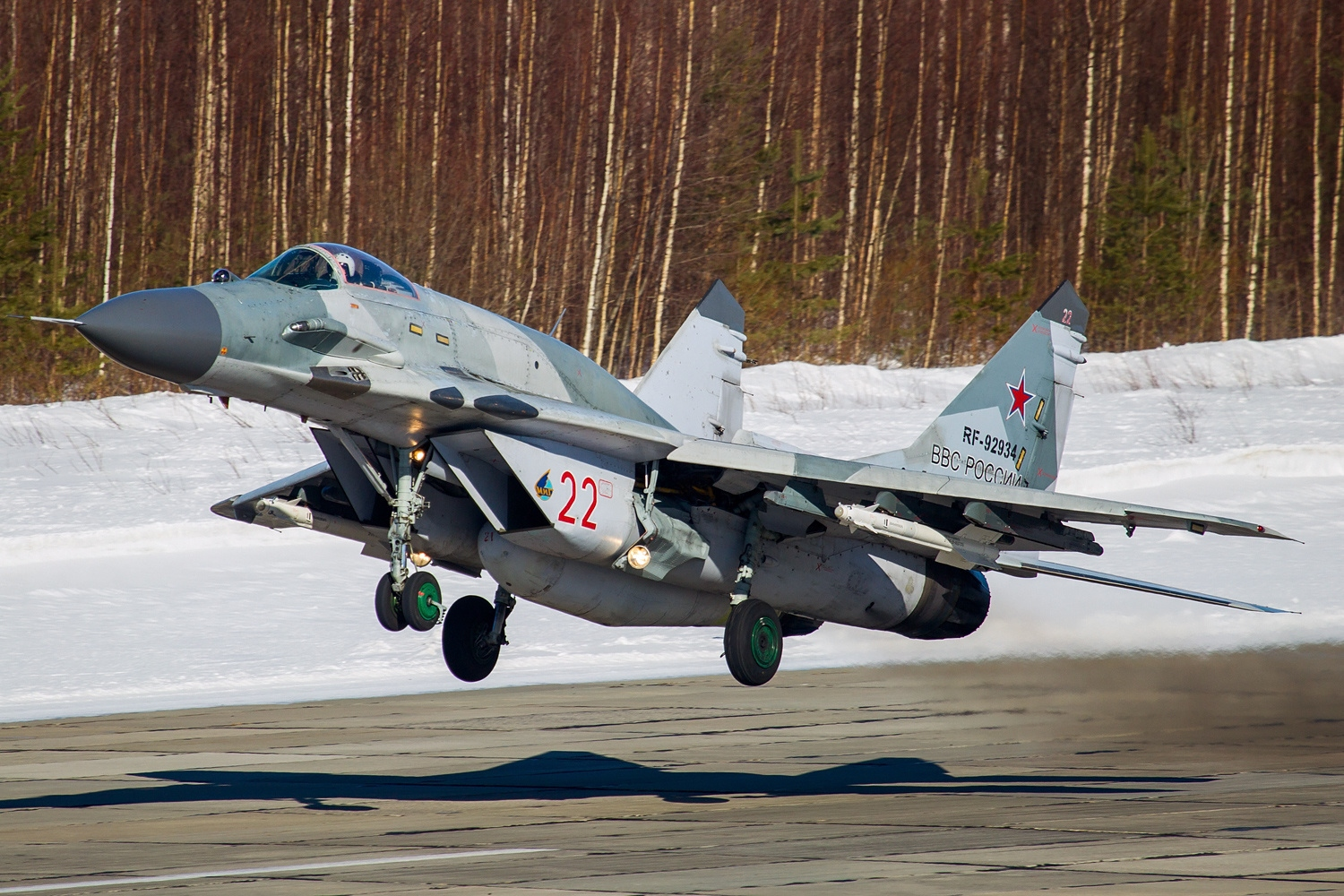
俄羅斯空天軍的MiG-29SMT

早期米格29的提升型，加大油箱，航程提升至2100公里，座艙加裝兩具大型彩色液晶多功能顯示器，另有兩具小型多功能顯示器。配備提升後之N019MP雷達，提供更長探測距離與額外對地掃描功能。換裝推力更大的新型RD-33 series 3渦輪扇葉引擎，掛載量提升至4.5噸並提供相同於米格-29M之武器選擇。此型號目前服役於俄羅斯，阿爾及利亞退訂。

### 米格-29K（Product 9.31）/ 米格-29K "支點-D"（Product 9.41）

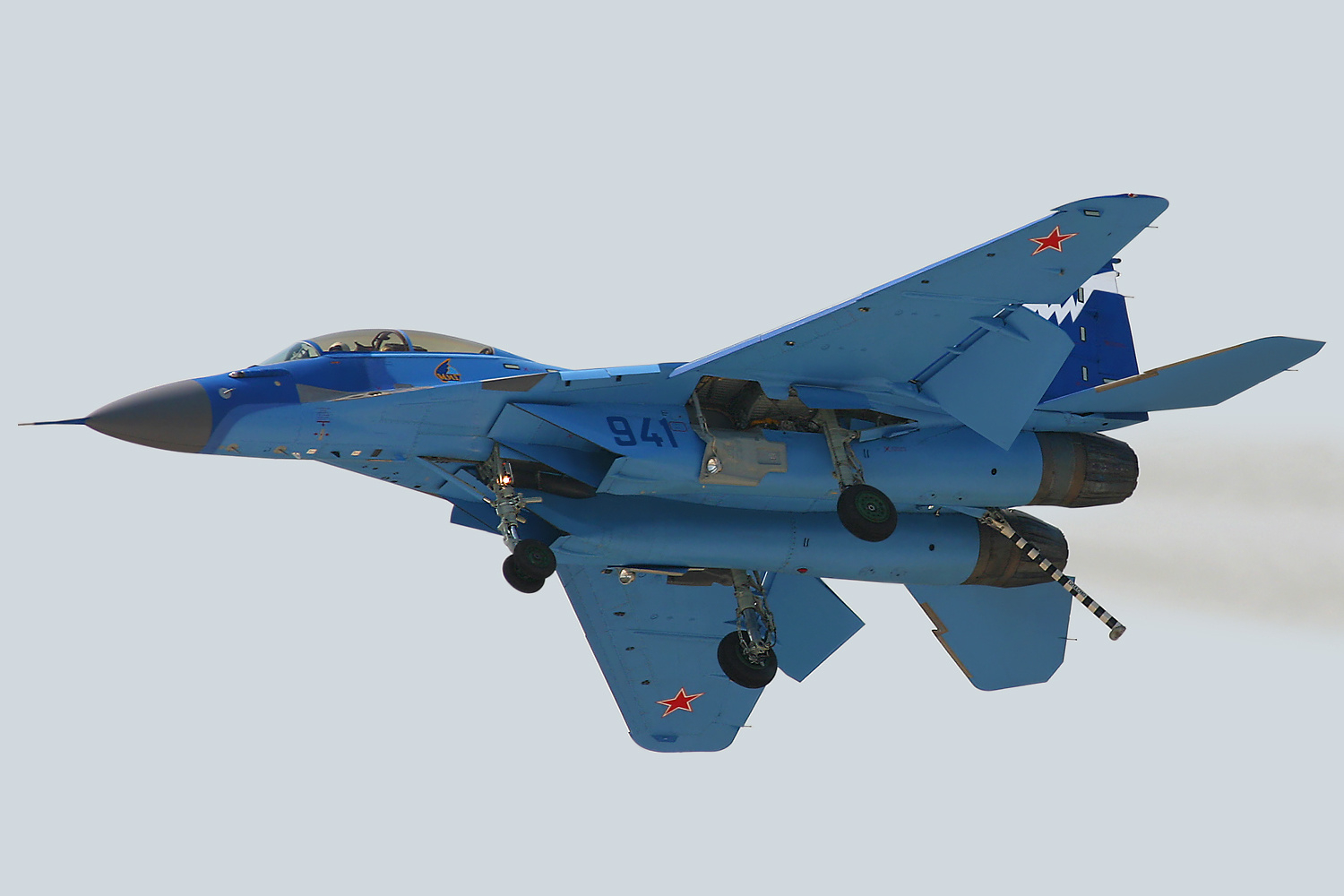
米格-29K戰鬥機

艦載型，除加裝折翼、尾勾、與強化之新起落架外，大致與米格-29M同。原計畫配備於庫茲涅索夫海軍上將號，一度計畫取消後恢復。
MiG-29K為印度海軍與俄羅斯海軍服役之機種，以全新線傳飛控取代早期機械控制，並提升航電至米格-29SMT之水準，由俄航母起飛參與叙利亚内战。

### 米格-29UBT（Product 9.51T）
提升至SMT水準之米格-29UB。

### 米格-29M2（Product 9.67）

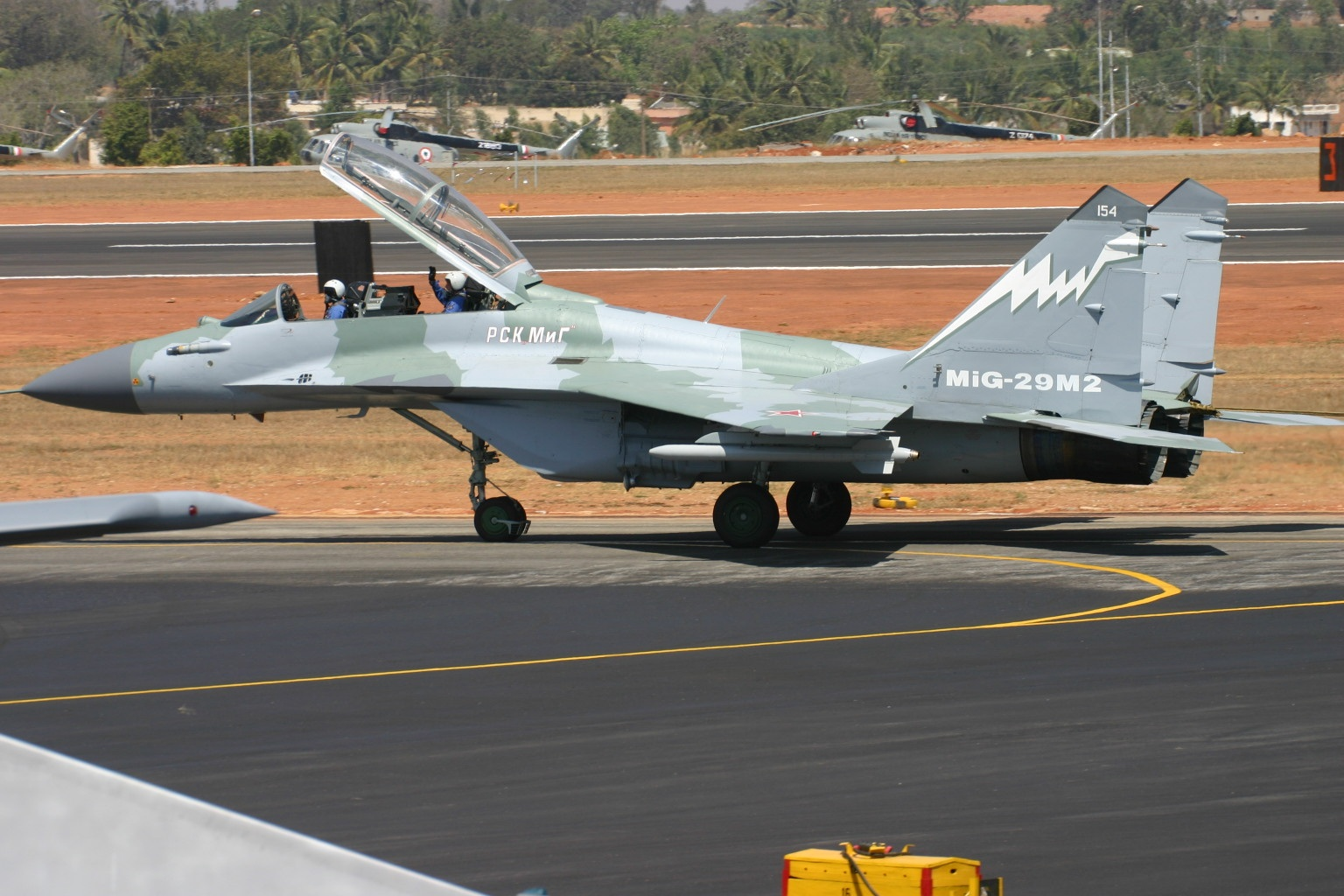
米格-29M2

雙座多功能戰鬥機，性能大致與9.15相同，但配備液晶螢幕與數位化飛控裝置，埃及和阿爾及利亞裝備。計畫中單座的米格-29M1並未建造，若生產則大致與9.41相同。

### 米格-29OVT

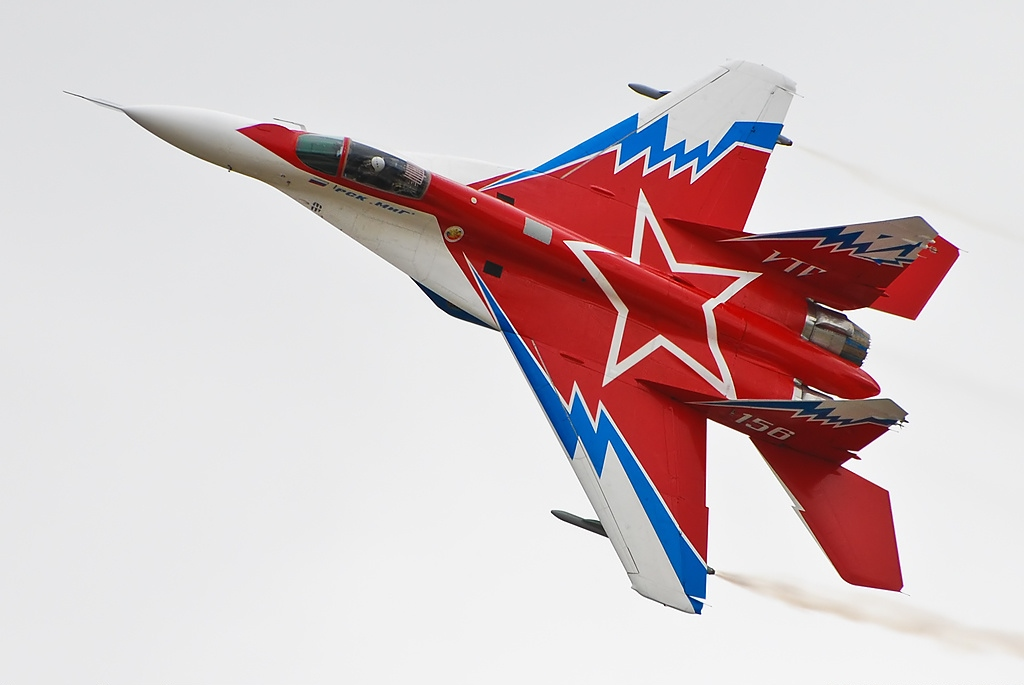
MiG-29OVT

目前只有一架，是其中一架預產裝上Klimov的矢量噴嘴的米格-29M的代號。

### 米格-29UPG

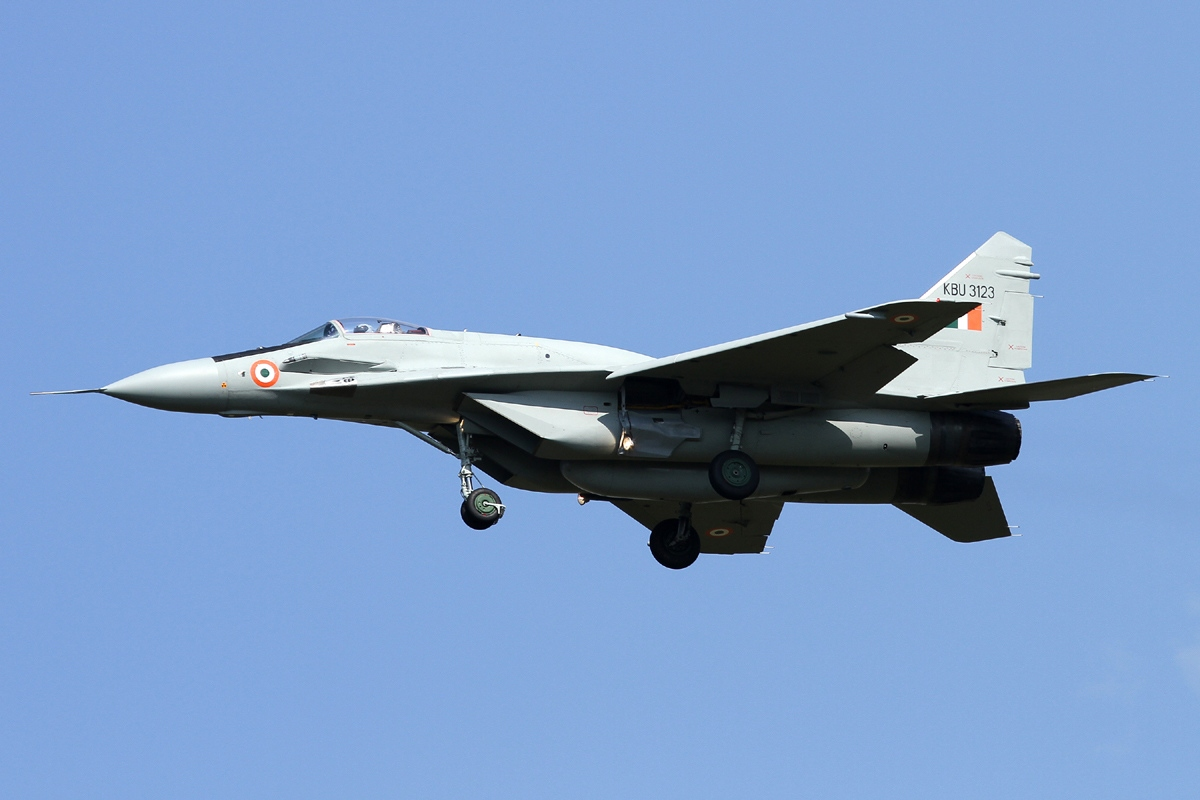
印度空軍的MiG-29UPG

印度空軍米格-29B和米格-29UB戰鬥機的升級型，該機型裝備最新甲蟲-M2E雷達，新型航電設備、採用新式OLS-UEM-IRST傳感器、激光、熱成像和電視功能的三模吊艙，配備增強型RD-33系列渦扇發動機。基本武器裝備與米格-29SMT/UBT和米格-29K/KUB相同。

### 米格-35"支點-F"

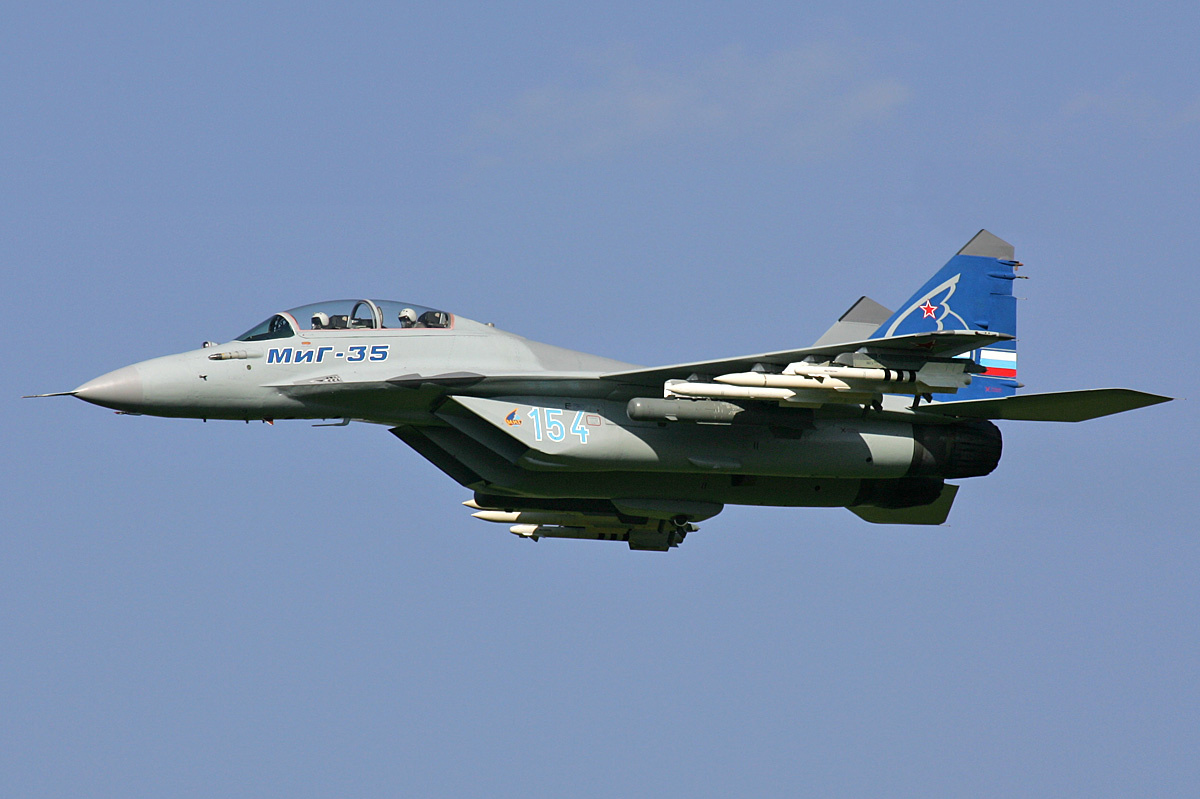
米格-35戰鬥機

集成米高揚所有成就的最終生產型。有自米格-29M2的雙座預產機改造成的原形機，各方面性能大幅提升，特別是擁有與西方第四代戰鬥機看齊的完善航電，因此不再依賴戰管協助，成爲系列中唯一可執行獨立作戰的戰鬥機。

## 使用國

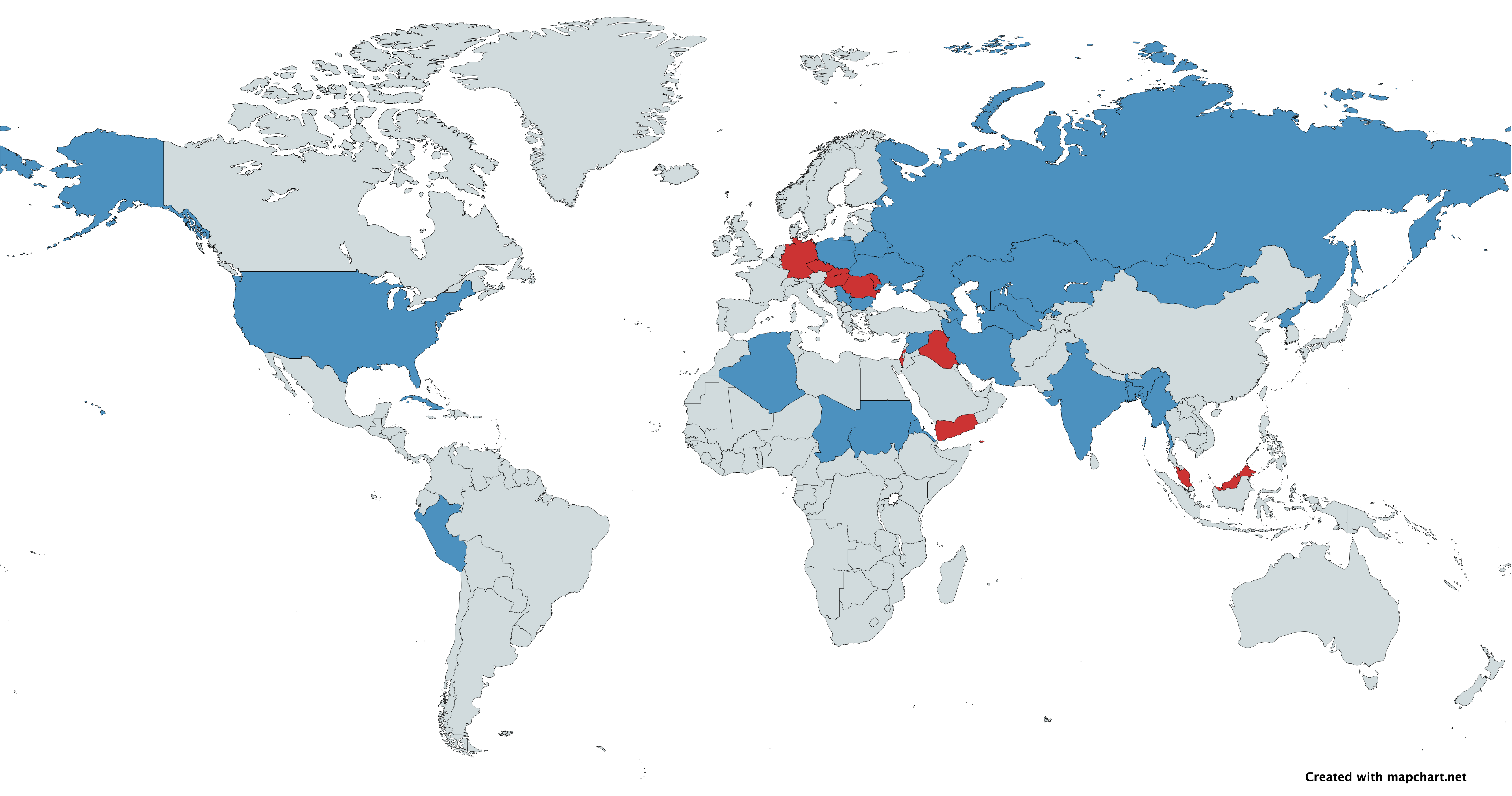
MiG-29使用國，藍色為現役，紅色為退役。

### 現役中
- 阿尔及利亚（40）
  - 阿爾及利亞空軍：在1999年至2005年間，從白俄羅斯、俄羅斯和烏克蘭購買了至少50架MiG-29S戰鬥機和8架MiG-29UB教練機。2006年，向俄羅斯訂購28架MiG-29SMT和6架MiG-29UBT。但在接收了15架MiG-29SMT後，阿爾及利亞發現這些飛機並非全新製造，而是基於舊機體進行現代化改裝的，於是退還了這批飛機，並取消了後續的交付計畫。2019年訂購了14架MiG-29M/M2。

- - 亞塞拜然空軍：使用13架MiG-29/MiG-29UB。預計由JF-17汰換。

- - 孟加拉空軍（英语：Bangladesh Air Force）：1999年原訂購16架，取消8架訂單，2001年交付8架，其中6架MiG-29B和2架MiG-29UB。2014年由白俄羅斯升級為MiG-29BM。

- 白俄羅斯（34）
  - 白俄羅斯空軍（英语：Belarusian Air Force）：升級為MiG-29BM。

- 保加利亚
  - 保加利亞空軍：於1989年至1990年間購買了18架米格-29A和4架米格-29UB。預計由F-16戰隼戰鬥機汰換。

- 古巴（4）
  - 古巴革命空軍和防空軍（英语：Cuban Revolutionary Air and Air Defense Force）：大多封存，其中一架保存在哈瓦那航空博物館

- 埃及
  - 埃及空军：2015年訂購46架MiG-29M/M2，首批于2017年交付。

- 印度
  - 印度空軍：於1987到1994年間共訂購了70架米格-29和9架米格-29UB。2008年簽訂協議，把53架米格-29與9架米格-29UB升級至UPG標準。2019年订购21架蘇聯時代生產后封存的米格-29機體，其中2架為教練型UB，并升級為UPG標準。
  - 印度海軍：45架米格-29K战斗机。

- 伊朗（24）
  - 伊朗空軍：1989年訂購20架MiG-29和4架MiG-29UB，1991年交付。波斯灣戰爭期間獲得約9架自伊拉克叛逃的MiG-29A/UB。

- （約35）
  - 朝鮮人民軍空軍

- 秘魯（17）
  - 秘魯空軍（英语：Peruvian Air Force）：1997年向白俄羅斯收購12架中古MiG-29A和2架中古MiG-29UB，1999年向俄罗斯购买3架MiG-29SE，后来全部升级为MiG-29SM-P。預計由JAS 39取代。

- 波蘭
  - 波蘭空軍：在1989年從蘇聯獲得12架，90年代中期從捷克獲得9架，2002年從德國獲得22架由前東德繼承而來的米格機[24]。波蘭總統安傑伊·杜達(Andrzej Duda)表示，波蘭將14架蘇聯設計的米格29(Mig-29)戰鬥機運送到烏克蘭。[25]計劃2026年退役，由F-35取代。

- 俄羅斯
  - 俄羅斯空天軍，253-291架MiG-29，部分升級為MiG-29SMT/UBT，6架米格-35戰鬥機[26][27][28]。
  - 俄羅斯海軍航空兵，24架米格-29K戰鬥機。

- 塞爾維亞
  - 塞爾維亞空防軍：從南斯拉夫接收4架單座MiG-29B和1架雙座MiG-29UB[29]，之後進行翻新修並於2009年重新服役。一架MiG-29在2009年墜毀,到2011年，只有3架MiG-29（2架單座和1架雙座）現役[30]，2017年俄羅斯無償提供6架MiG-29S和MiG-29UB並於同年十月交付完畢[31][32]，此6架飛機於1989～1991年間建造[33],2019年2月25日白俄羅斯交付4架無償提供的MiG-29A[34][35]，至2019年5月，現存的14架中，11架單座型已升級至MiG-29SM規格。

- 苏丹（11）
  - 蘇丹空軍（英语：Sudanese Air Force）：根據蘇丹國防部長的說法，蘇丹於2004年從俄羅斯購買了12架米格-29戰鬥機，儘管當時聯合國對蘇丹實施了武器禁運。此外，蘇丹於2008年再次購買了12架米格-29戰鬥機。

- 蒙古国（6）
  - 蒙古國空軍（英语：Mongolian Air Force）：2019年接收2架俄羅斯贈送的二手MiG-29UB。2021年接收4架俄羅斯贈送的二手MiG-29UB。

- 緬甸（31）
  - 緬甸空軍：2001訂購10架MiG-29B及2架MiG-29UB。2010年訂購10架MiG29B、6架MiG-29SE和4架MiG29UB。2017年開始將MiG29B升級為MiG-29SM。

- （24）
  - 土庫曼空軍（英语：Turkmen Air Force）

- 乌克兰
  - 烏克蘭空軍：蘇聯解體時分得220架MiG-29，大多數已退役或售出；於俄羅斯入侵烏克蘭期間接受東歐北約國家捐贈二手機及三手機，後續得到斯洛伐克提供的13架[24]及波蘭提供的14架[25]而使烏克蘭現役的Mig-29達到總計約50架。

- - 烏茲別克空軍（英语：Uzbekistan Air and Air Defence Forces）：有至少30架MiG-29[36]

- 葉門
  - 葉門空軍（英语：Yemen Air Force）：约24架。

### 已退役
- - 查德空軍（英语：Chadian Air Force）：從烏克蘭訂購3架MiG-29SM，交付1架，被颶風摧毀。

- 捷克
  - 捷克空軍：天鵝絨分離時接收9架MiG-29A和1架MiG-29UB，1994年因事故損失1架，1990年代中期剩餘的9架轉移到波蘭換取W-3直升機（英语：PZL W-3 Sokół）

- 捷克斯洛伐克
  - 捷克斯洛伐克空軍（英语：Czechoslovak Air Force）：18架MiG-29A和2架MiG-29UB，天鵝絨分離後由捷克、斯洛伐克以1：1均分

- - 厄利垂亞空軍（英语：Eritrean Air Force）：1998年獲得10架MiG-29，4架战损。

- 東德（24）
  - 國家人民軍空軍：24架MiG-29G，1990年10月德國統一時轉移給德國空軍。

- 德国
  - 德國聯邦國防軍空軍：1990年10月德國統一時自德意志民主共和國接收24架，其中22架後來轉售波蘭空軍[37]。

- 匈牙利（28）
  - 匈牙利空軍：1993年自俄羅斯獲得28架MiG-29（22架單座與6架雙座）用以償還蘇聯時期的債務[38][39]

- 伊拉克
  - 伊拉克空軍：1987年開始陸續接收了40~50架MiG-29，2003年伊拉克戰爭後全數除役

- 以色列：
  - 以色列空軍：1997年從波蘭租借MiG-29用於假想敵研究[40]

- - 哈薩克斯坦空軍：2023年哈薩克國有資產網站宣佈退役並拍賣[41]。

- 马来西亚
  - 馬來西亞皇家空軍：1995年開始服役，共訂購16架單座MiG-29N和2架雙座MiG-29NUB，馬來西亞空軍在2015年將所有米格-29戰機退役[42]。

- 摩尔多瓦
  - 摩爾多瓦空軍（英语：Moldovan Air Force）：蘇聯解體時分得36架MiG-29，部分轉售美國用於假想敵訓練。

- 羅馬尼亞
  - 羅馬尼亞空軍：由購自葡萄牙的中古F-16汰換

- 塞爾維亞與蒙特內哥羅
  - 塞爾維亞與蒙特內哥羅空軍（英语：Air Force of Serbia and Montenegro），2006年黑山獨立公投後由塞爾維亞接收。

- 斯洛伐克
  - 斯洛伐克空軍：捷克斯洛伐克解體時接收9架MiG-29A和1架MiG-29UB，2000年代升級為MiG-29AS和MiG-29UBS。2022年8月27日除役[43]，斯洛伐克於2023年4月16日宣布，13架米格-29已全數交付乌克兰空军[24]。

- 南也門
  - 1994年從摩爾多瓦和俄羅斯或僅從摩爾多瓦接收了6到12架MiG-29。

- 叙利亚
  - 敘利亞阿拉伯空軍：2000年從俄羅斯購買了24架MiG-29。  2019年到2020年，分別接收了10架和8架俄羅斯空軍的二手MiG-29SMT。敘利亞復興黨政權滅亡後，全部被以色列國防軍摧毀[44]。

- 美国：
  - 拉文航太（英语：Ravn Aerospace）：從前蘇聯國家購入，為美國國防部作為假想敵訓練。[45]

- 苏联：
  - 蘇聯空軍：蘇聯解體後由前加盟共和國亞賽拜然、白俄羅斯、哈薩克、摩爾多瓦、俄羅斯、土庫曼、烏克蘭、烏茲別克接收。

- 南斯拉夫
  - 南斯拉夫空軍（英语：Yugoslav Air Force）：南斯拉夫解體後由塞爾維亞與蒙特內哥羅接收

### 事故

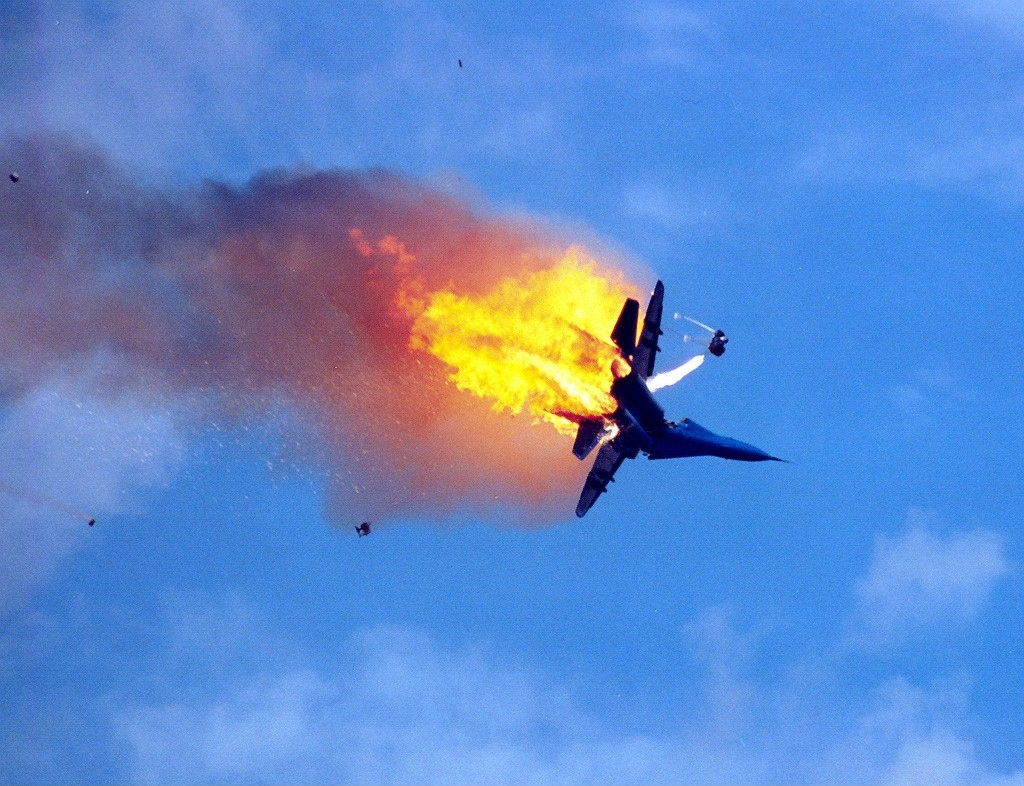
1993年7月24日俄羅斯空軍發生事故的MiG-29

2019年6月8日，1架印度海軍的MiG-29K在漢薩基地起飛時翼下的副油箱掉落並造成主跑道部分起火。

## 技術參數

MiG-29三視圖

参考资料：米高揚, airforce-technology.com, deagel.com
基本信息
- 机组：1內部容量： 3,500 kg (7,716 lb) internal

性能
- 推重比：1.09
- 最大 g力負載： 9 g

武器

- 機槍：1門GSh-30-1機炮（150發彈藥）
- 外挂点：7 × hardpoints (6 × underwing, 1 × fuselage) 挂载能力up to 4,000（8,800磅） of stores，规定携带以下物品的组合：
  - 火箭彈：***S-5航空火箭彈
    - S-8航空火箭彈
    - S-24航空火箭彈

  - 飛彈：***2 × R-60短程空對空導彈
    - 4 × R-60短程空對空導彈
    - 4 × R-73短程空對空導彈
    - AGM-88反輻射飛彈[註 1]

  - 炸彈：6 × 665（1,466磅） bombs
    - JDAM-ER滑翔炸彈[註 1]

航電

- Phazotron Zhuk-ME

## 流行文化
日本科幻戰爭動畫超時空要塞Zero中，主角工藤真曾駕駛F-14雄貓式戰鬥機擊落多架反統合軍的米格-29戰鬥機。
美國動作片空军一号中，主角美国总统占士·馬歇爾駕駛波音VC-25期間被效忠哈萨克斯坦軍事獨裁領袖伊萬·雷德將軍的米格-29戰鬥機機隊攻擊。
游戏《战争雷霆》中，米格-29基本型于“终极掠食者”更新中加入了苏联科技树中。东德的基础型米格-29于“天空守卫者”更新引入。米格-29的改进型米格-29SMT于“阿提拉之子”更新引入，而东德的米格-29G则于“战争之王”更新中加入游戏。

## 備註
1. ↑  北約編號：AA-10"楊樹"
2. ↑  北約代號：AA-12"毒蛇"
3. ↑  北約代號：AA-11"箭手"
4. ↑  北約代號：AA-8"蚜蟲"
5. ↑  支點A型還是早期量產型號
6. ↑  可能是白俄羅斯現代化，可能為Bolyshaya Modernizaciya - 大型現代化

## 有關內容
相關機種
米格-29M、
米格-29K、
米格-35
類似機種
F/A-18、
幻象2000、
F-16、
F-2、
歼-10
設計時序
米格-15 · 米格-17 · 米格-19 · 米格-21 · 米格-23 · 米格-25 · 米格-29 · 米格-31 · 米格-35 · 米格-1.44
相關列表
- 飛機列表
- 雨燕飛行表演隊

## 註解
1. 1 2  此型武器在俄羅斯入侵烏克蘭時，被整合至烏克蘭空軍的米格29戰鬥機上。

## 資料來源
1. ↑  .   [2022-03-07]. （原始内容存档于2022-07-01）.
2. ↑  "The MiG-29 fighters family". 的存檔，存档日期19 June 2015.. Russian Aircraft Corporation MiG, 8 December 2014. Retrieved: 19 September 2018.
3. ↑  . www.upmedia.mg.   [2023-08-09]. （原始内容存档于2023-08-10）.
4. ↑  米格-29戰鬥機家族發展歷程介紹 的存檔，存档日期2013-07-25.
5. ↑  俄罗斯航母在叙利亚
6. ↑  "More MiG Malfunctions." （页面存档备份，存于） Strategy Page, 21 July 2009. Retrieved 14 October 2009.
7. ↑  "The MiG-29 fighters family". 的存檔，存档日期19 June 2015.. Russian Aircraft Corporation MiG, 8 December 2014. Retrieved: 19 September 2018.
8. ↑  Chronological Listing of Afghan Ejections （页面存档备份，存于）
9. ↑  Mikoyan-Gurevich MiG-29 的存檔，存档日期2013-12-17.
10. ↑  Long, Helen. "Russia ‘shot down Georgia drone’." （页面存档备份，存于） BBC, 21 April 2008. Retrieved 10 March 2009.
11. ↑  Winged JDAM Smart Bombs Are Now Operational In Ukraine （页面存档备份，存于）. The Drive/The War Zone. 2023-03-06.
12. ↑  KpsZSU. . Twitter. 2022-08-30  [2022-08-30]. （原始内容存档于2022-08-31） （英语）.
13. ↑  David Axe. . Forbes. 2023-04-26  [2023-07-20]. （原始内容存档于2023-04-27）.
14. ↑  Steve Davies. F-15C Eagle Units in Combat, p. 88. Osprey Combat Aircraft 53.
15. ↑  Archive.today的存檔，存档日期2012-07-01 "один самолет Панавиа «Торнадо» английских ВВС [Tornados: BBC,（in Russian）. army.lv. Retrieved 23 October 2010.
16. ↑  "Iraqi air-air victories during the Gulf War 1991." （页面存档备份，存于） safarikovi.org.com, 2004. Retrieved 7 December 2009.
17. ↑  "Iran Air Force." （页面存档备份，存于） globalsecurity.org. Retrieved 19 July 2009
18. ↑  .   [2006-11-04]. （原始内容存档于2013-07-31）.
19. ↑  .   [2007-02-04]. （原始内容存档于2007-06-30）.
20. ↑  a.s, Petit Press. . kosice.korzar.sme.sk.   [2021-11-24]. （原始内容存档于2020-11-30）.
21. ↑  Golz, Alexander. . Key.Aero.   [2022-06-03]. （原始内容存档于2023-08-16）.
22. ↑  Thomas Newdick. . The Drive. 2022-08-08  [2022-08-10]. （原始内容存档于2023-08-24）.
23. ↑  Ukraine conflict: France to send AASM guided bombs and more SCALP EG missiles, Germany refuses Taurus （页面存档备份，存于）. Janes. 2024-01-18.
24. 1 2 3  自由時報電子報. . 自由時報電子報.   [2023-06-05]. （原始内容存档于2023-06-07） （英语）.
25. 1 2  . view.inews.qq.com.   [2023-06-05]. （原始内容存档于2023-06-05）.
26. ↑  . Flightglobal Insight. 2024  [2024-05-31]. （原始内容存档于2024-02-27）.
27. ↑  "Corrosion issue grounds one-third of Russian air force MiG-29 fleet." 的存檔，存档日期22 March 2009. Flight International, 19 March 2009. Retrieved 14 October 2009.
28. ↑  Litovkin, Dmitry. "У новых истребителей МиГ-29 выявлена коррозия (MiG-29 pilot did everything to his notice)." 的存檔，存档日期15 March 2009. Izvestia, 23 April 2008. Retrieved 28 March 2009. (English translation). 的存檔，存档日期21 September 2015. Google. Retrieved 14 October 2009.
29. ↑  . www.vs.rs.   [2013-05-07]. （原始内容存档于2015-06-05）.
30. ↑  .   [2019-06-14]. （原始内容存档于2020-05-25）.
31. ↑  .   [2019-06-14]. （原始内容存档于2018-03-14）.
32. ↑  .   [2019-06-14]. （原始内容存档于2017-10-17）.
33. ↑  . bmpd.livejournal.com. 2017-10-04  [2017-11-02]. （原始内容存档于2020-02-16）.
34. ↑  . TASS. 2018-04-22  [2019-01-11]. （原始内容存档于2019-01-11）.
35. ↑  . 知乎专栏.   [2023-06-22] （中文）.
36. ↑  自由時報電子報. . news.ltn.com.tw. 2023-04-14  [2023-10-30]. （原始内容存档于2023-10-30）.
37. ↑  .   [2019-06-10]. （原始内容存档于2011-01-14）.
38. ↑  .   [2019-06-10]. （原始内容存档于2012-03-22）.
39. ↑  . Reshet.ynet.co.il. 2009-05-13  [2010-07-18]. []
40. ↑  .   [2023-10-30]. （原始内容存档于2023-10-30）.
41. ↑  彭成毅. . The News Lens 關鍵評論網. 2022-03-09  [2024-05-01]. （原始内容存档于2024-05-01） （中文（臺灣））.
42. ↑  . 新唐人亞太電視台.   [2023-06-05]. （原始内容存档于2023-06-05）.
43. ↑  . www.sohu.com.   [2024-12-26].
44. ↑  .   [2017-11-13]. （原始内容存档于2014-11-15）.
45. ↑  江飛宇. . 中時電子報. 2019年6月9日  [2019年6月10日]. （原始内容存档于2020年11月1日）.
46. ↑  "MiG-29/MiG-29UB/MiG-29SE." （页面存档备份，存于） RAC MiG. Retrieved 21 June 2016.
47. ↑  .   [2019-05-08]. （原始内容存档于2015-02-16）.
48. ↑  .   [2019-05-08]. （原始内容存档于2017-06-27）.
49. ↑  哔哩哔哩番剧. . www.bilibili.com.   [2023-10-27]. （原始内容存档于2023-10-27） （中文（中国大陆））.
50. ↑  ,   [2024-05-12], （原始内容存档于2024-05-12） （中文（简体））